# Musée d'Orsay

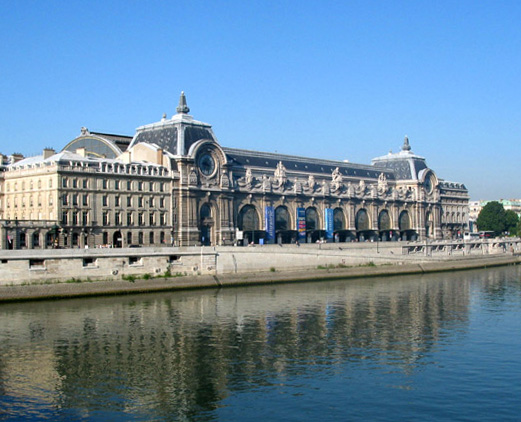
Musée d'Orsay från Pont Royal.

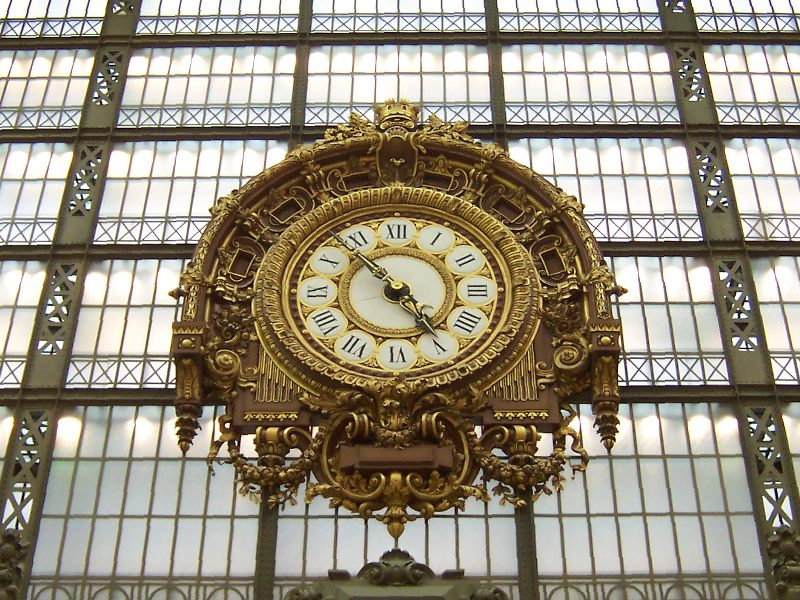
Stationsuret.

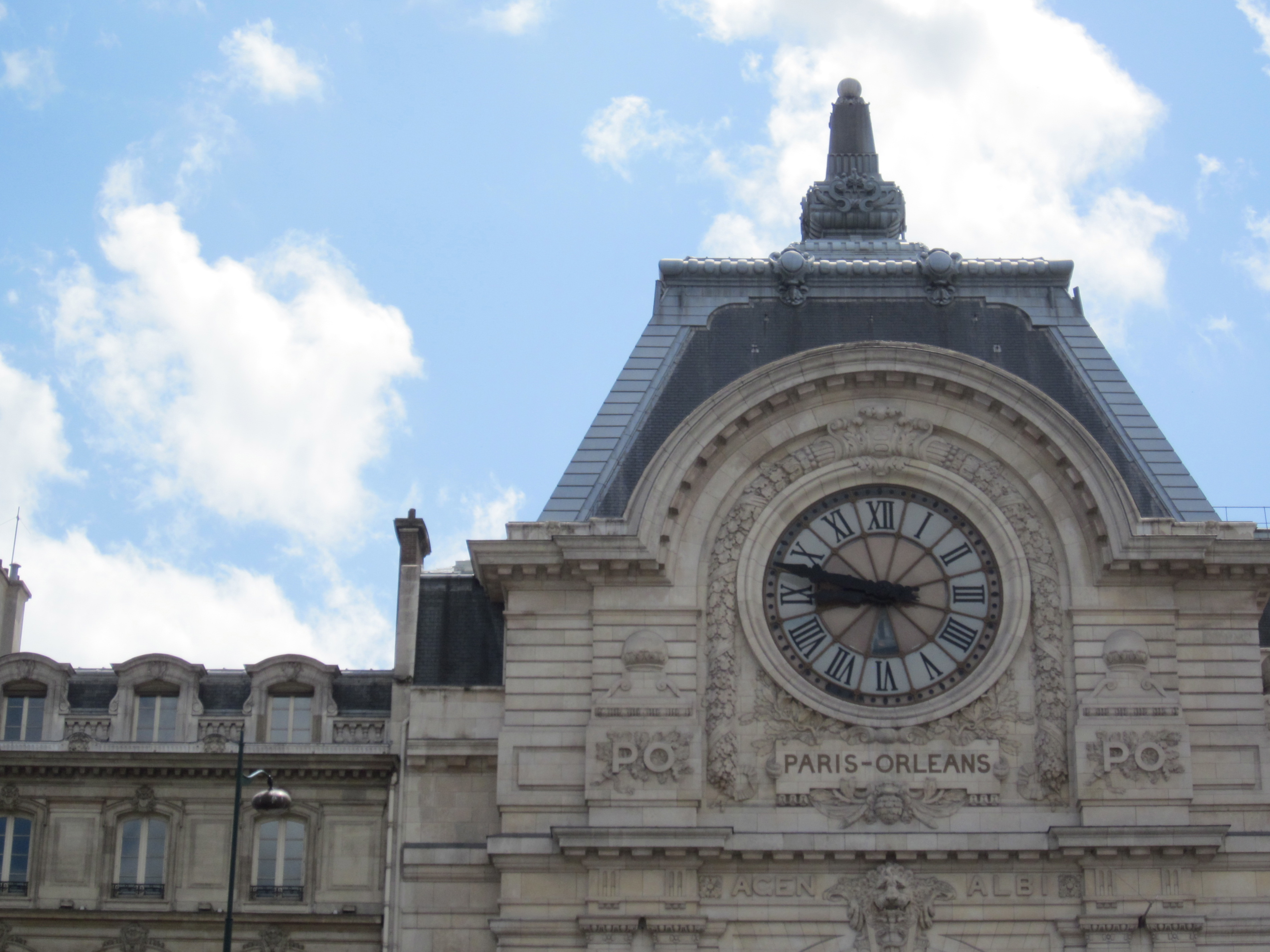
Klockan på fasadens framsida med P och O för sträckan Paris - Orléans.

Musée d’Orsay (franskt uttal: [myze dɔʁsɛ]) är ett konstmuseum i Paris i Frankrike, invigt 1986. Det ligger vid den vänstra stranden av floden Seine i 7:e arrondissementet. Det är inrymt i en före detta järnvägsstation med namnet Gare d'Orsay. Det byggdes i Beaux-Arts-arkitektur mellan 1898 och 1900 till Världsutställningen i Paris år 1900, Exposition Universelle 1900.

## Historik
Järnvägsstationen Gare d'Orsay, som byggdes för Compagnie du chemin de fer de Paris à Orléans, var klar i tid för 1900 års världsutställning i Paris. Järnvägsstationen utformades av de tre arkitekterna Lucien Magne, Émile Bénard och Victor Laloux. Den var ändstation för järnvägarna i sydvästra Frankrike fram till 1939.
År 1939 hade stationens korta plattformar blivit olämpliga för de längre tågen, som hade börjat användas för huvudlinjens trafik. Efter 1939 användes stationen för förortstågens tjänster och en del av den blev postcentral för leveranser till soldaterna under andra världskriget. Stationsbyggnaden har även fungerat som hotell. Den användes sedan vid uppsättningen av flera filmer, såsom Orson Welles Processen baserad på Franz Kafkas roman med samma namn, och som en fristad för Madeleine Renaud och Jean-Louis Barraults teater och för auktionsfirmor, medan Hôtel Drouot återuppbyggdes.
År 1970 fick man tillåtelse att riva stationen, men kulturminister Jacques Duhamel avvisade planerna på att bygga ett hotell i dess ställe. Frankrikes museinämnd diskuterade möjligheten att inrätta ett museum i stationsbyggnaden; tanken var att överbrygga klyftan mellan konstmuseerna i Louvren och Centre Pompidou. År 1978, samma år som byggnaden utsågs till historiskt minnesmärke, utlystes en tävling för att utforma det nya museet. ACT Architecture, tre unga arkitekter (Pierre Colboc, Renaud Bardon och Jean-Paul Philippon), fick uppdraget att leda projektet att skapa 20 000 kvadratmeter ny golvyta på fyra våningar. Ombyggnaden påbörjades 1980 och pågick i sex år. Bygget utfördes av Bouygues. År 1981 utsågs den italienska arkitekten Gae Aulenti att utforma interiören inklusive dekorationer, möbler och inredning av museet. I juli 1986 var museet redo att ta emot sina utställningar. Det tog sex månader att installera de omkring 2 000 målningarna, 600 skulpturer och andra verk. Museet invigdes i december 1986 av presidenten François Mitterrand och en vecka senare öppnades portarna för allmänheten.

## Byggnaden

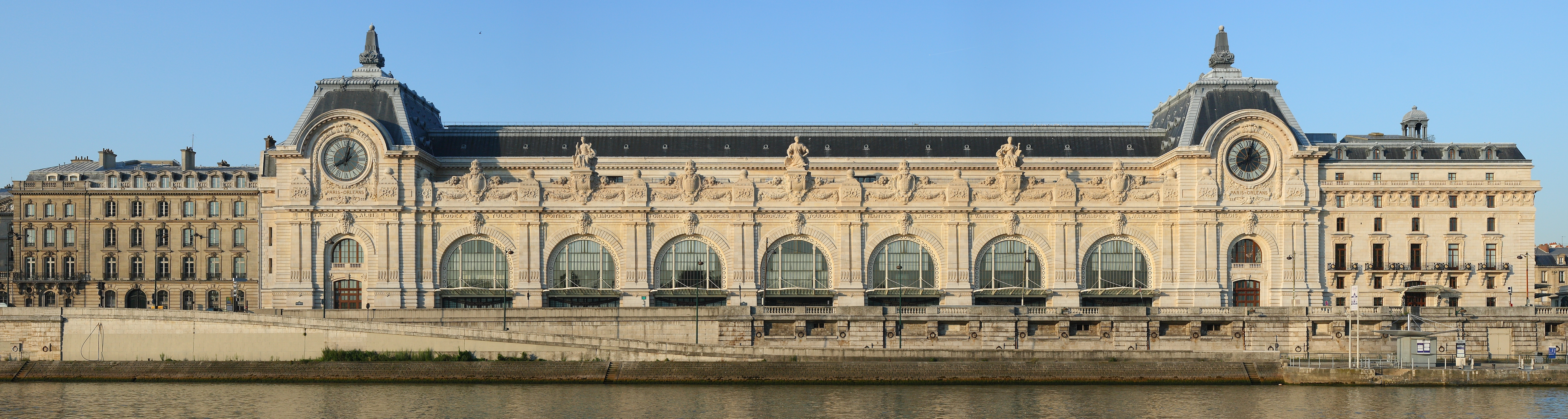
Fasaden sedd från Seinefloden.

Museet är uppbyggt i tre plan, med balkonger på andra våningen som löper ut över den första. Tredje våningen är placerad ovanför lobbyn. Taket är ett stort glasvalv som löper längs med mittgången på byggnaden. Valvet sprider ett fantastiskt ljus i lokalens huvuddel.

## Samlingarna

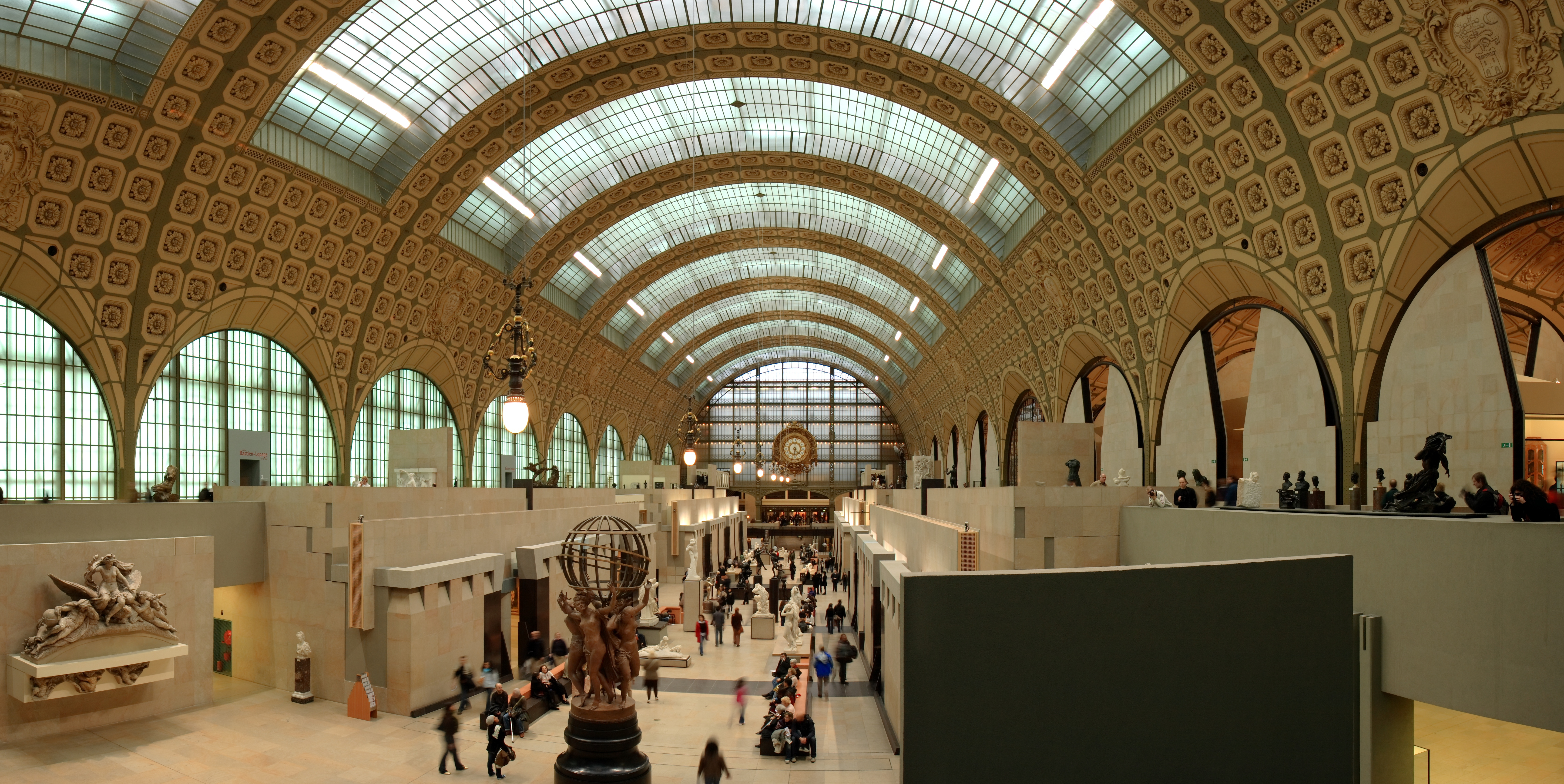
Musée d'Orsay, interiör.

Museet innehåller främst fransk konst i form av målningar, skulpturer, möbler och fotografier från 1848–1915. Där finns även en biograf som visar gamla filmer. Det finns 80 olika gallerier i byggnaden. Museet har den största samlingen av impressionistiska och postimpressionistiska målningar i världen med konstnärer som Claude Monet, Édouard Manet, Edgar Degas, Auguste Renoir, Paul Cézanne, Georges Seurat, Alfred Sisley, Paul Gaugin, Vincent van Gogh och många fler. Många av dessa verk fanns tidigare vid Galerie Nationale du Jeu de Paume, som från 1909 använde byggnaden Jeu de Paume som konstgalleri i samarbete med Musée de l'Orangerie och Louvren. 
På museet finns bland annat Manets målning Frukosten i det gröna, som tidigare fanns i Louvren och Renoirs Bal du moulin de la Galette.

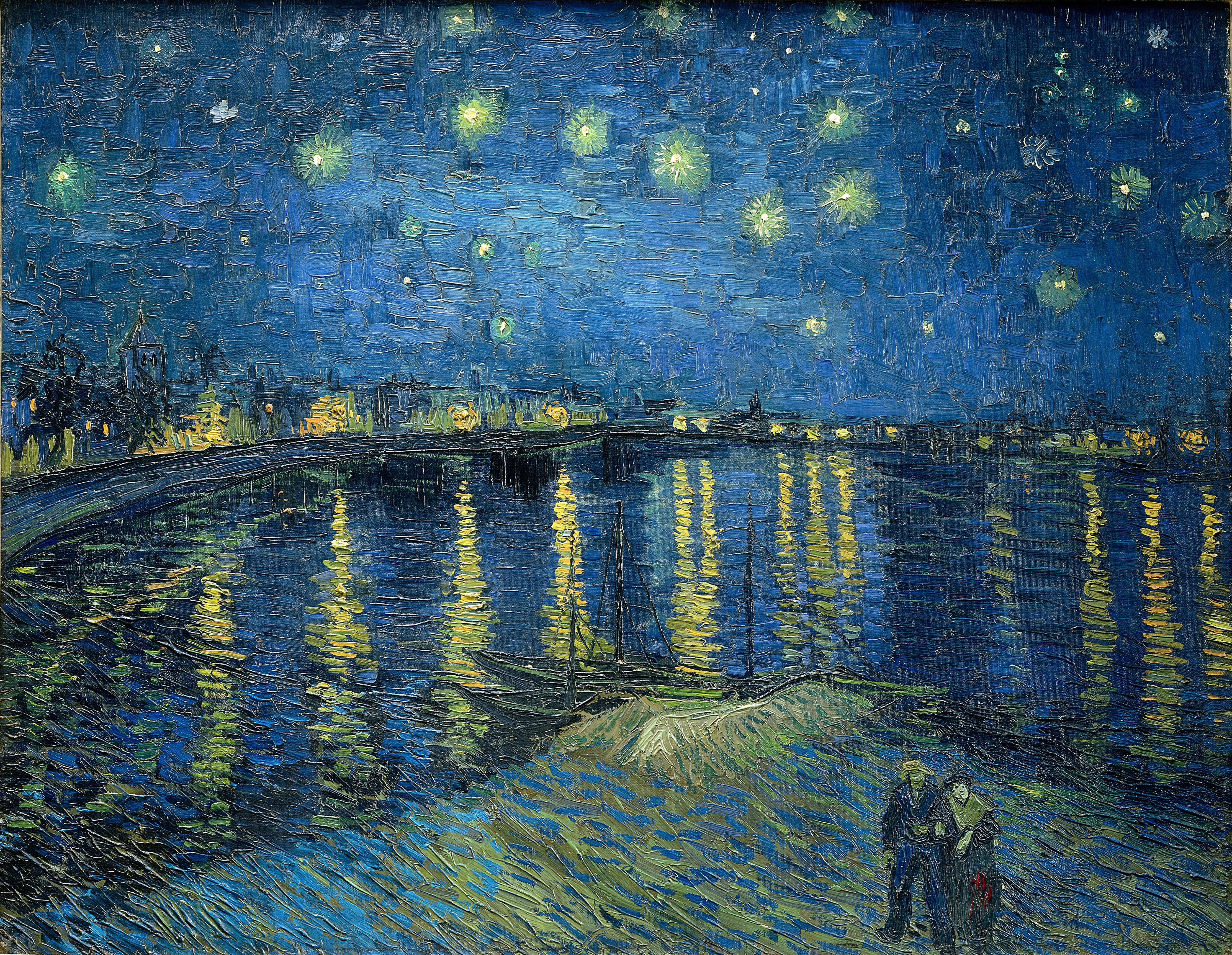
Vincent van Gogh, Stjärnenatt över Rhône (1888).

Pierre-Auguste Renoir, Bal du moulin de la Galette (1876).

Édouard Manet, Frukosten i det gröna (1862–1863).

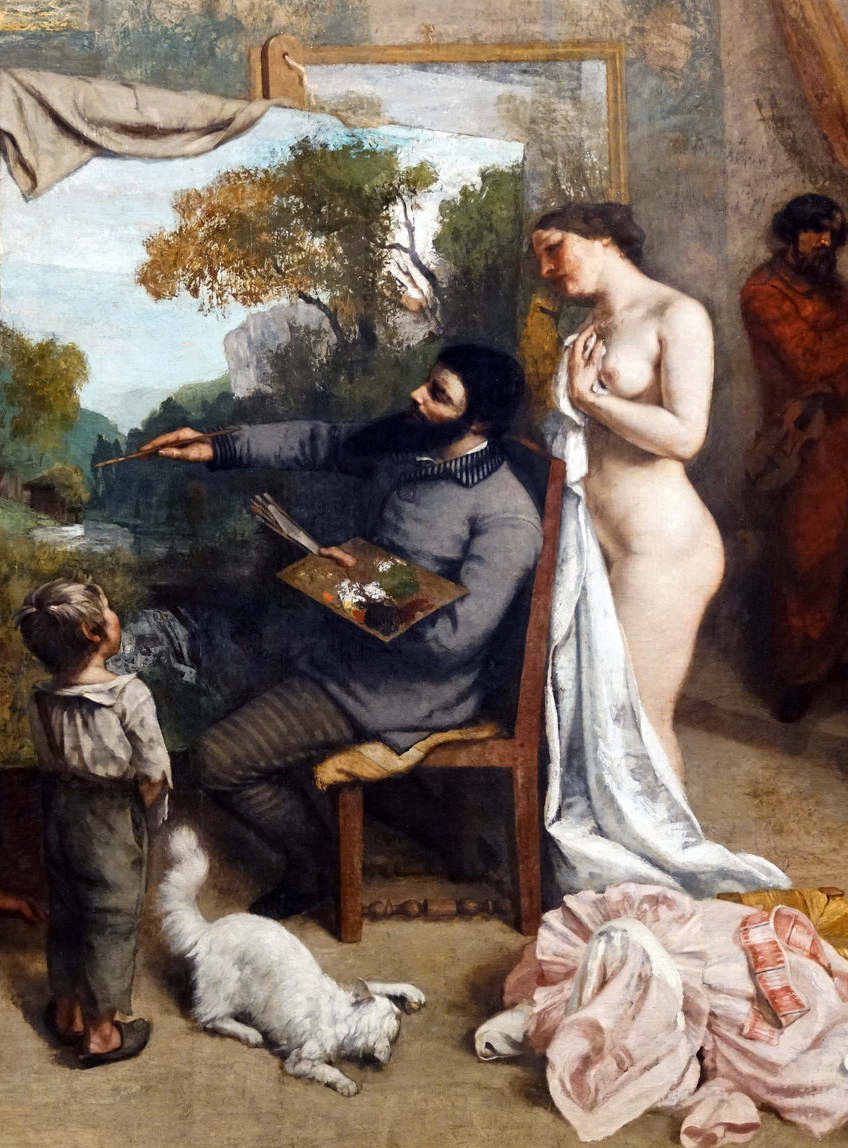
Gustave Courbet, Ateljén (1855), detalj.

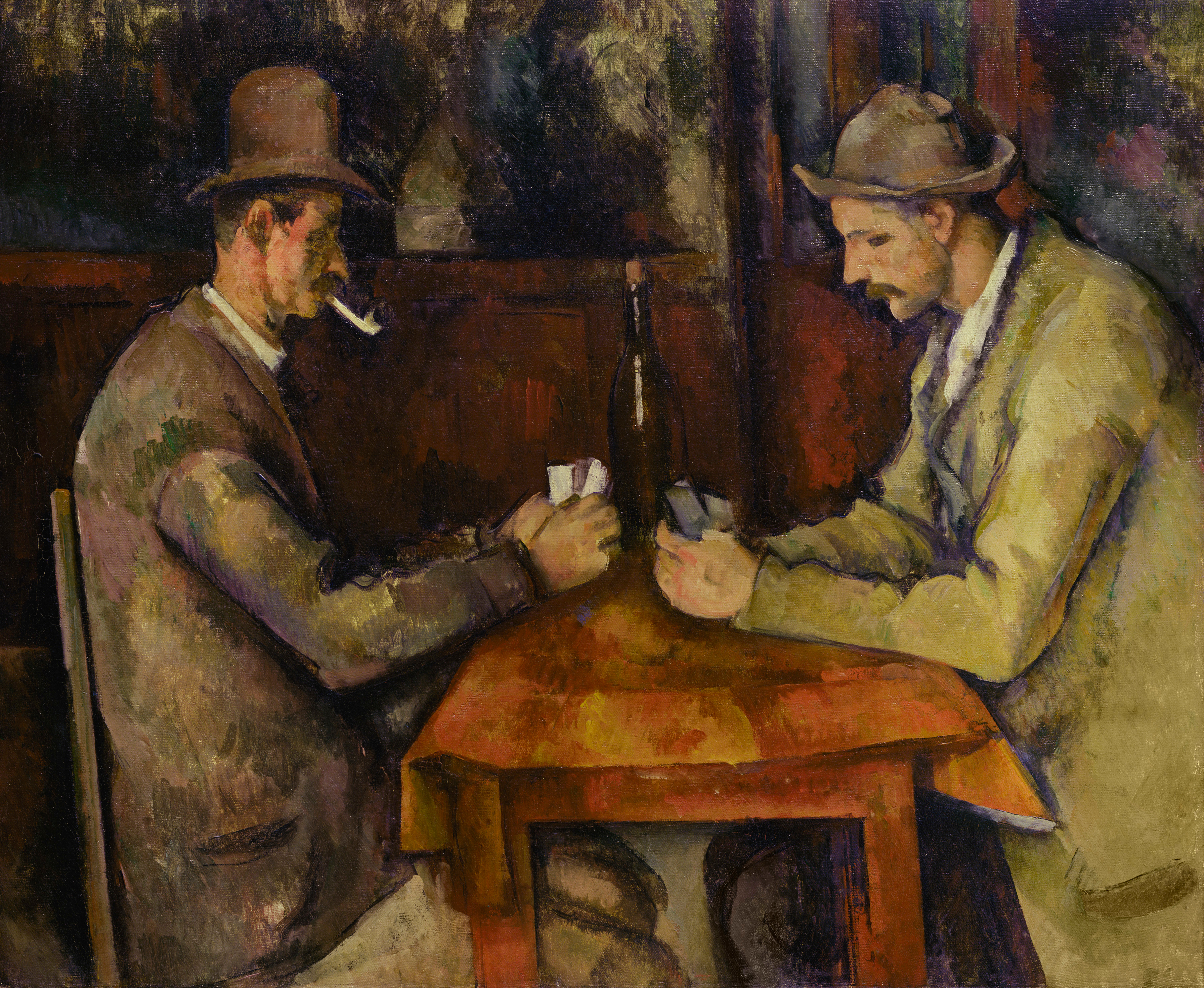
Paul Cézanne, Kortspelarna (1894–1895).

### Målningar: stora målare och representerade verk
- Frédéric Bazille – sex målningar, bland annat Réunion de famille
- Cecilia Beaux – Jeune Fille au Chat
- Eugène Boudin – 33 målningar, bland annat Stranden i Trouville
- Pierre Bonnard – 60 målningar, bland annat Le Corsage à carreaux
- William Adolphe Bouguereau – Dante och Vergilius, Venus födelse
- Alexandre Cabanel – Venus födelse, Francesca da Rimini och Paolo Malatesta
- Gustave Caillebotte – sju målningar, bland annat Parkettsliparna och Utsikt över snötäckta tak
- Eugène Carrière – 86 målningar, bland annat La famille du peintre, L'enfant malade, Intimité
- Mary Cassatt – en målning
- Paul Cézanne – 56 målningar, bland annat Bron vid Maincy, Den hängdes hus, Kortspelarna, Marseillebukten, vy från L'Estaque, La Montagne Sainte-Victoire, Stilleben med lökar
- Théodore Chassériau – fem målningar
- Pierre Puvis de Chavannes – Jeunes Filles au bord de la mer, La Jeune Mère ou la Charité, Vue sur le château de Versailles et l'Orangerie
- Jean-Baptiste Camille Corot – 32 målningar, bland annat Une Matinée, danse des Nymphes
- Gustave Courbet – 48 målningar, bland annat Ateljén, Begravning i Ornans, Den sårade mannen och Världens ursprung
- Henri-Edmond Cross – 10 målningar, bland annat Cyprès à Cagnes
- Honoré Daumier – åtta målningar
- Edgar Degas – 43 målningar, bland annat Dansklassen, Defileringen, Operaorkestern, Le champ de courses, Familjen Bellelli, Le tub, Portrait de l'artiste, Portraits à la Bourse, Absinten
- Eugène Delacroix – fem målningar
- Maurice Denis – Portrait de l'artiste à l'âge de dixhuit ans, Menuet de Princesse Maleine eller Marthe jouer du piano, Paysage aux arbres verts eller Les arbres verts eller Les hêtres de Kerduel, Octobre nuit
- André Derain – Westminster Bridge
- Édouard Detaille – Drömmen
- Paul Gauguin – 24 målningar, bland annat Tahitiska kvinnor på stranden, Arearea
- Jean-Léon Gérôme – Portrait de la baronne Nathaniel de Rotschild, Réception du Grand Condé à Versailles
- Vincent van Gogh – 24 målningar, bland annat Självporträtt, porträtt av hans vän Eugène Boch, Kyrkan i Auvers, Stjärnenatt över Rhône, Porträtt av dr Gachet, Sovrummet i Arles
- Armand Guillaumin – 44 målningar
- Ferdinand Hodler – Der Holzfäller
- Jean Auguste Dominique Ingres – fyra målningar, bland annat Källan
- Eugène Jansson – Logement prolétaire
- Johan Barthold Jongkind – nio målningar
- Gustav Klimt – en målning
- Édouard Manet – 34 målningar, bland annat Olympia, Balkongen, Berthe Morisot med en bukett violer, Frukost i det gröna, Porträtt av Émile Zola
- Jean-François Millet – 27 målningar, bland annat Aftonringningen och Axplockerskor
- Piet Mondrian – två målningar
- Claude Monet – 86 målningar, bland annat Stationen Saint-Lazare, Skatan, Bron i Argenteuil, La Rue Montorgueil, Kvinna med parasoll, Katedralen i Rouen, Blå näckrosor
- Gustave Moreau – åtta målningar
- Berthe Morisot – nio målningar, bland annat Vaggan
- Edvard Munch – en målning
- Camille Pissarro – 46 målningar, bland annat La Gelée blanche, De röda taken
- Odilon Redon – 106 målningar, bland annat Caliban
- Pierre-Auguste Renoir – 81 målningar, bland annat Bal du moulin de la Galette, Gungan, Dans i staden, Dans på landet, Unga flickor vid piano
- Henri Rousseau – tre målningar, bland annat Ormtjuserskan
- Théo van Rysselberghe – sex målningar
- Paul Sérusier – Talismanen, l'Aven au Bois d'Amour, Eve bretonne och  La lutte bretonne
- Georges-Pierre Seurat – 19 målningar, bland annat Cirkusen
- Paul Signac – 16 målningar, bland annat Kvinnor vid brunnen
- Alfred Sisley – 46 målningar, bland annat Översvämning i Port-Marly
- Henri de Toulouse-Lautrec – 18 målningar
- Félix Vallotton – Misia à sa coiffeuse
- Édouard Vuillard – 70 målningar
- James McNeill Whistler – tre målningar, bland annat Arrangemang i grått och svart nr 1: Konstnärens moder

### Skulpturer
Större skulpturer av bland andra François Rude, Jules Cavelier, Jean-Baptiste Carpeaux, Auguste Rodin, Paul Gauguin, Camille Claudel och Honoré Daumier.

### Andra verk
Museet rymmer också samlingar av arkitektur, konsthantverk och fotografier.
På torget bredvid museet finns sex allegoriska skulpturala grupper i brons i en rad, som ursprungligen tillverkades för världsutställningen 1878 i Paris.
- Sydamerika av Aimé Millet
- Asien av Alexandre Falguière
- Oceanien av Mathurin Moreau
- Europa av Alexandre Schoenewerk
- Nordamerika av Ernest-Eugène Hiolle
- Afrika av Eugène Delaplanche

## Urval av konstverk ur samlingarna

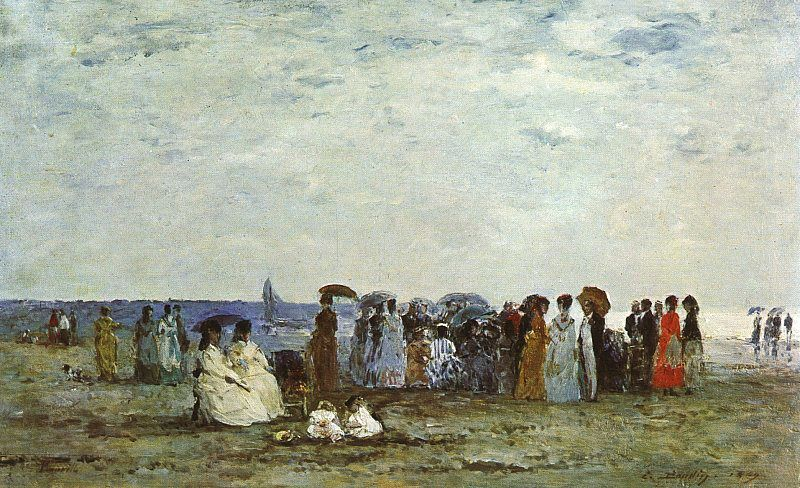
Eugène Boudin: Baigneurs sur la plage de Trouville (1869).
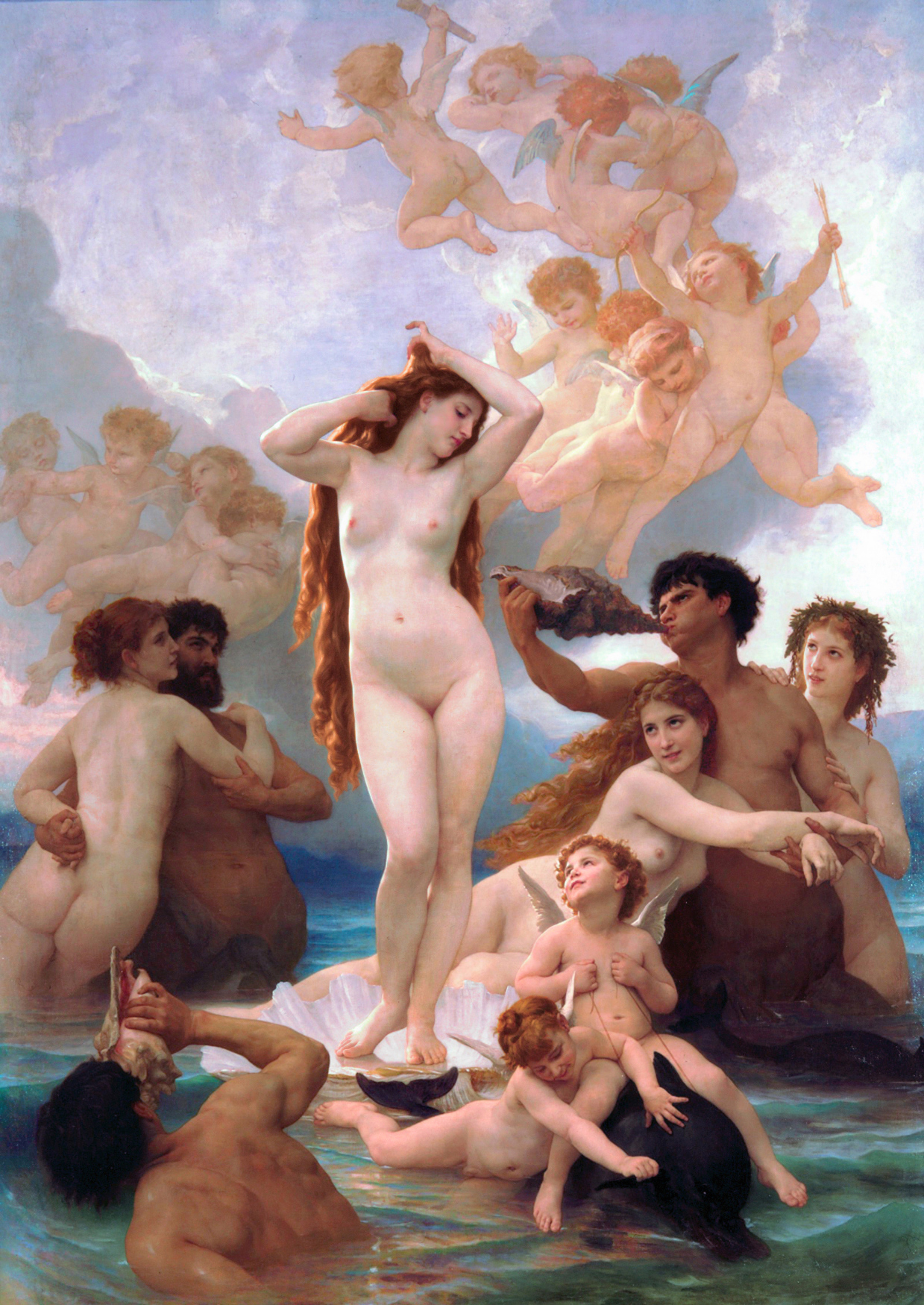
William-Adolphe Bouguereau: Venus födelse (1879).
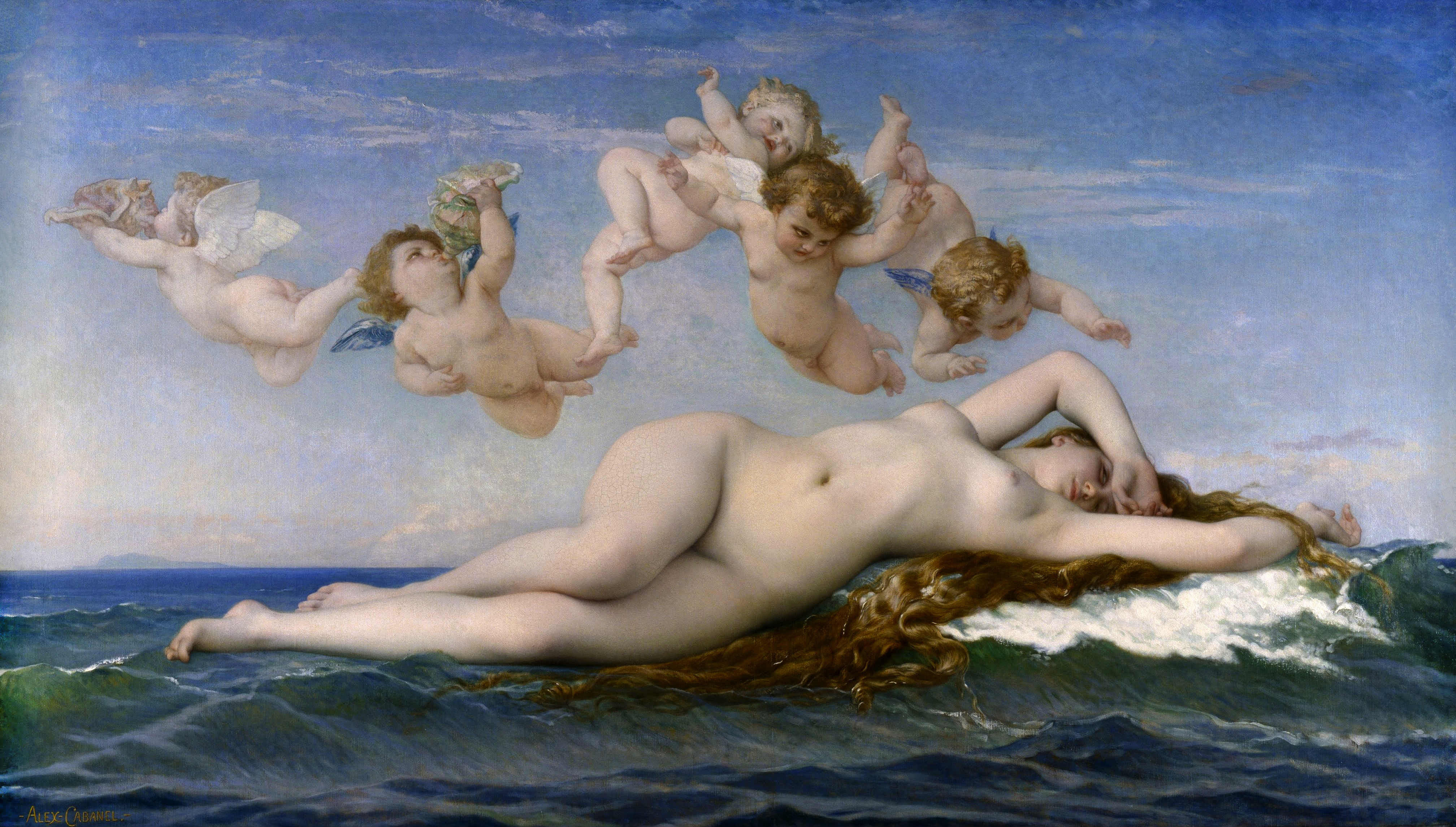
Alexandre Cabanel: Venus födelse (1863).
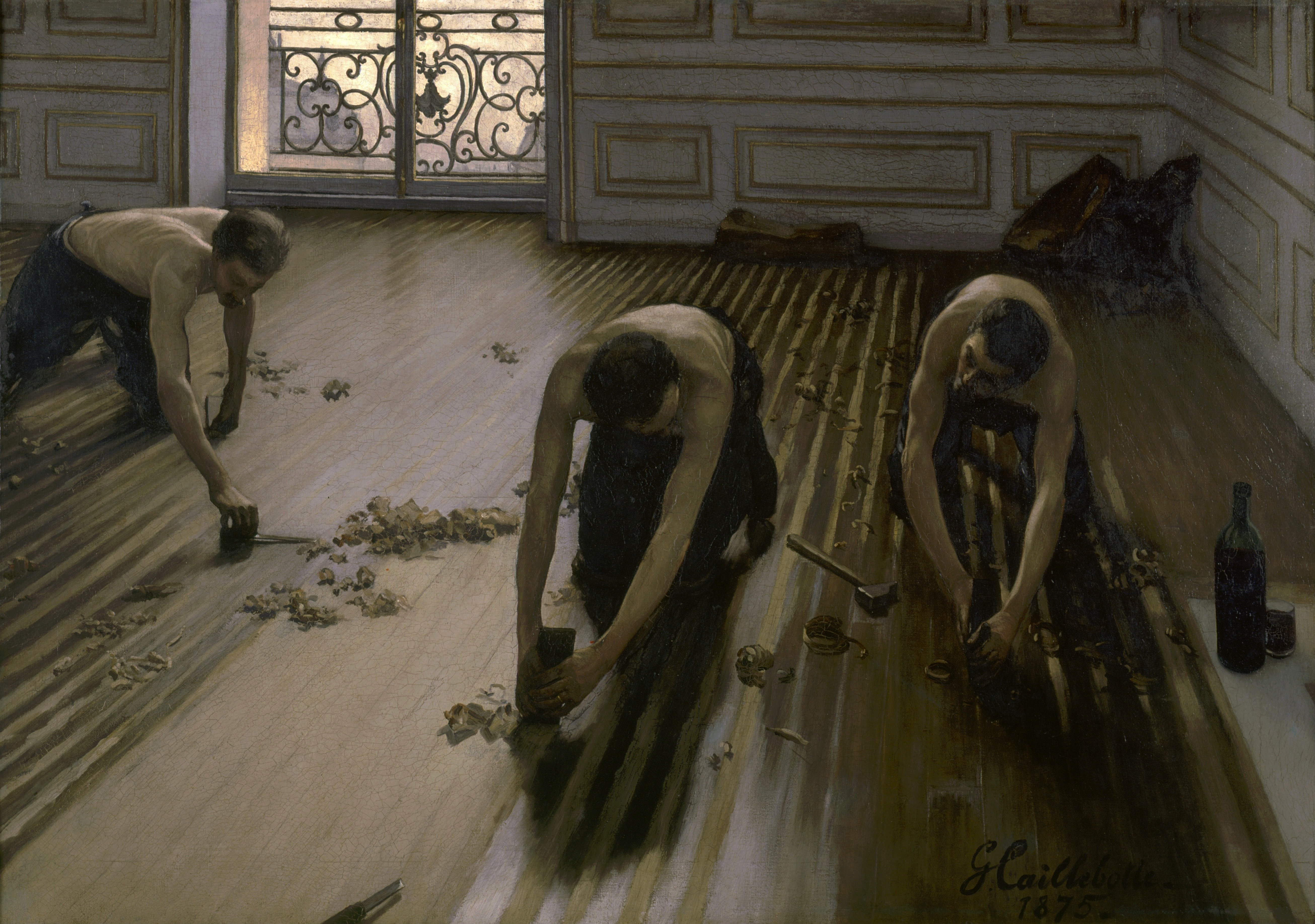
Gustave Caillebotte: Parkettsliparna (1875).
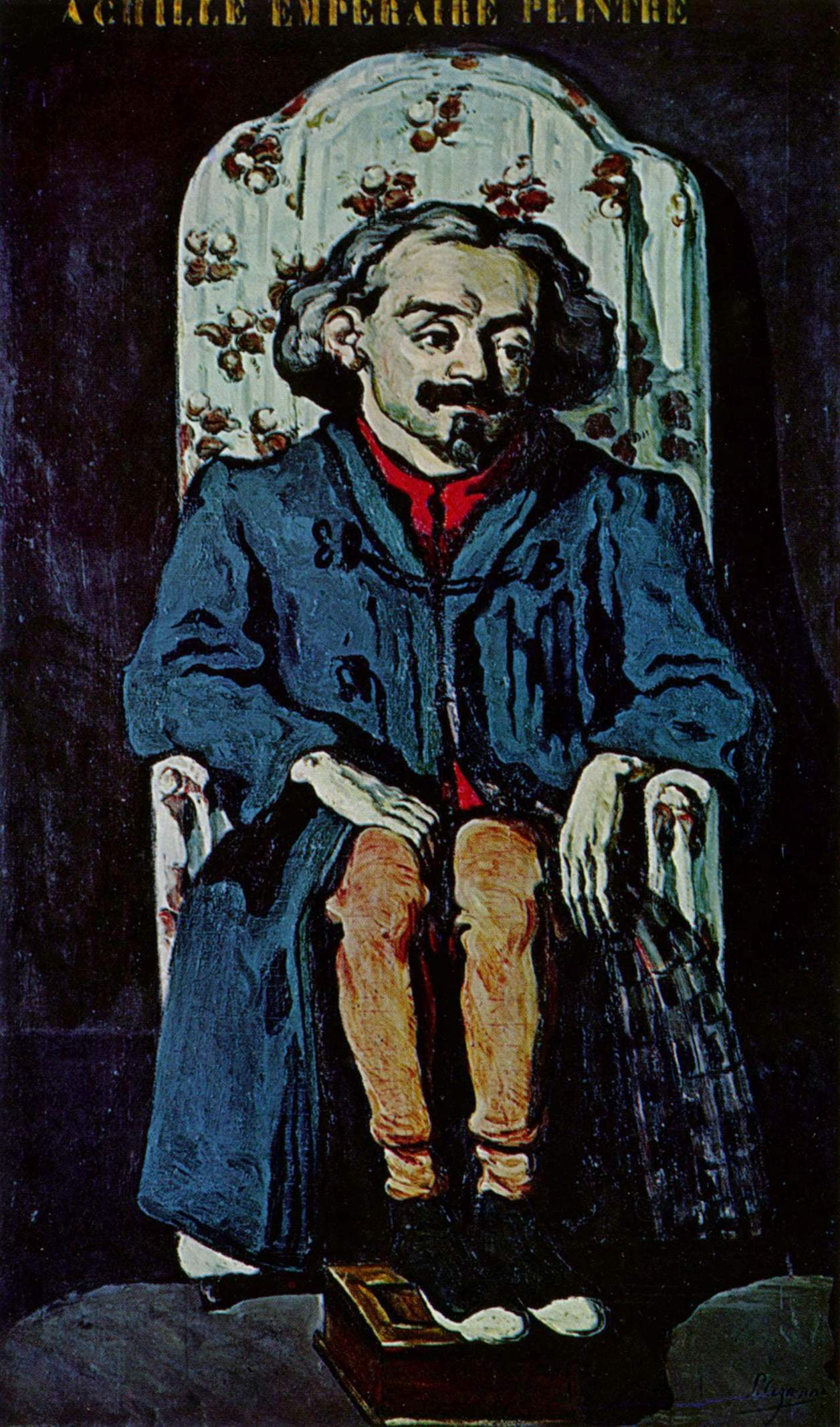
Paul Cézanne: Porträtt av Achille Emperaire (1868).
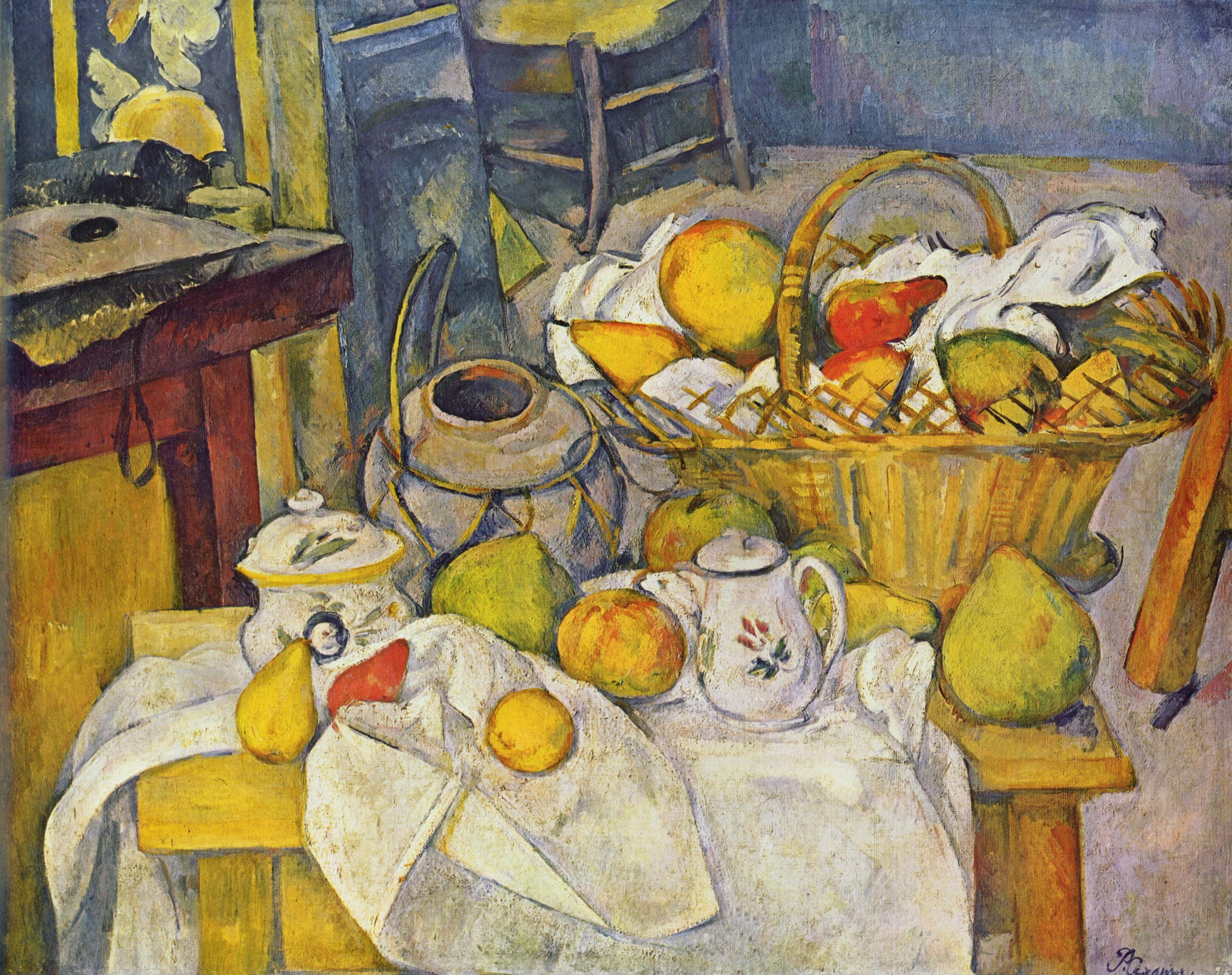
Paul Cézanne: Stilleben med fruktkorg (1888–1890).
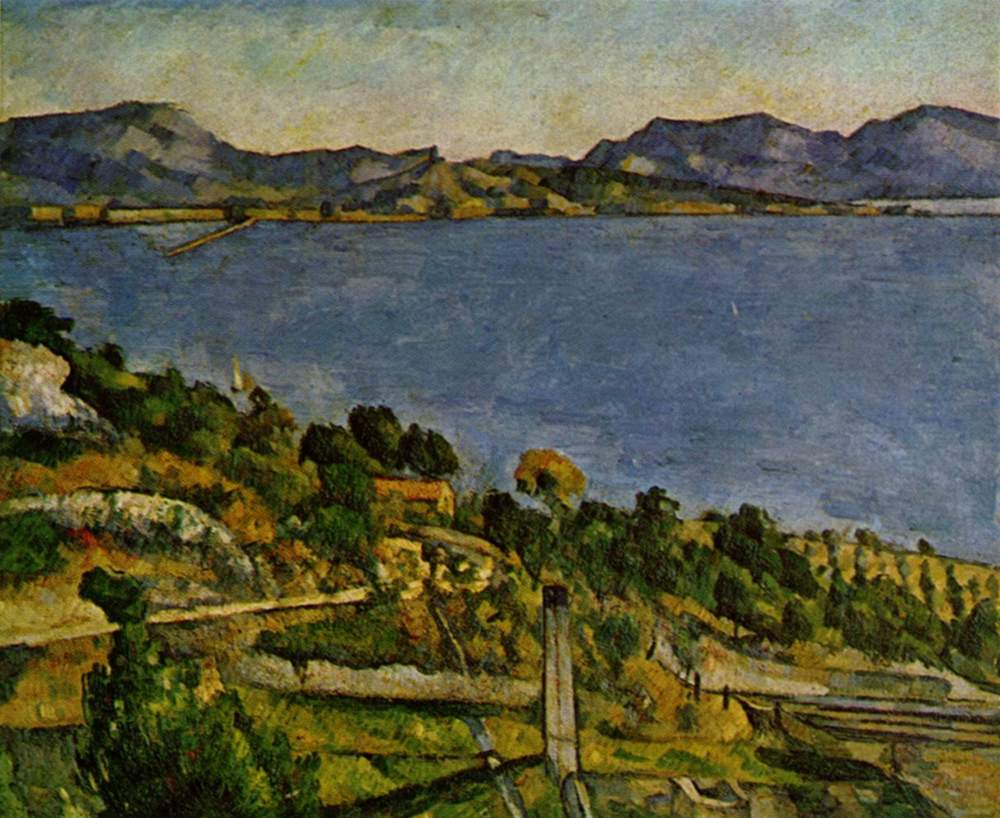
Paul Cézanne: Marseillebukten, vy från L'Estaque (1878–1879).
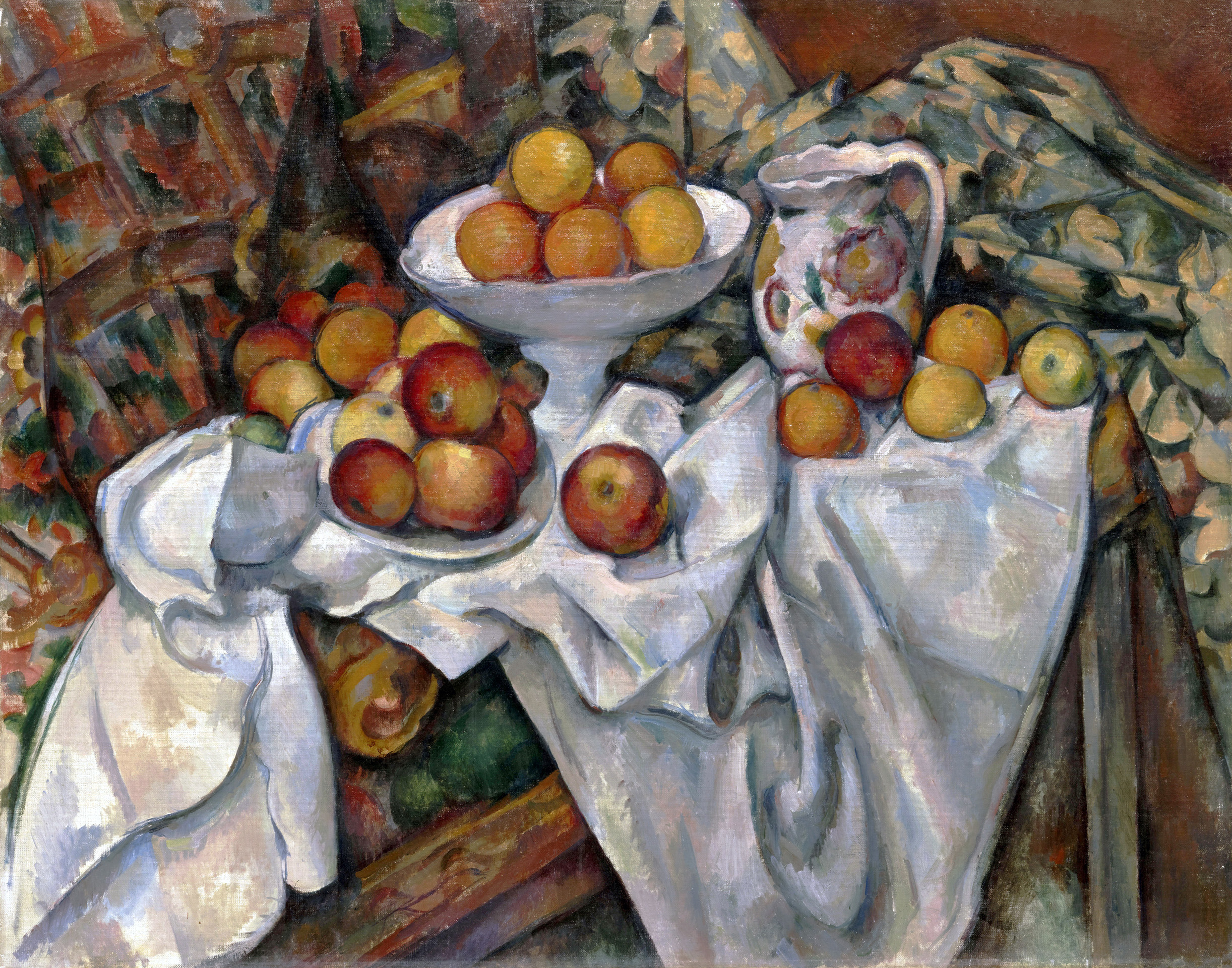
Paul Cézanne: Nature morte aux pommes et aux oranges (cirka 1899).
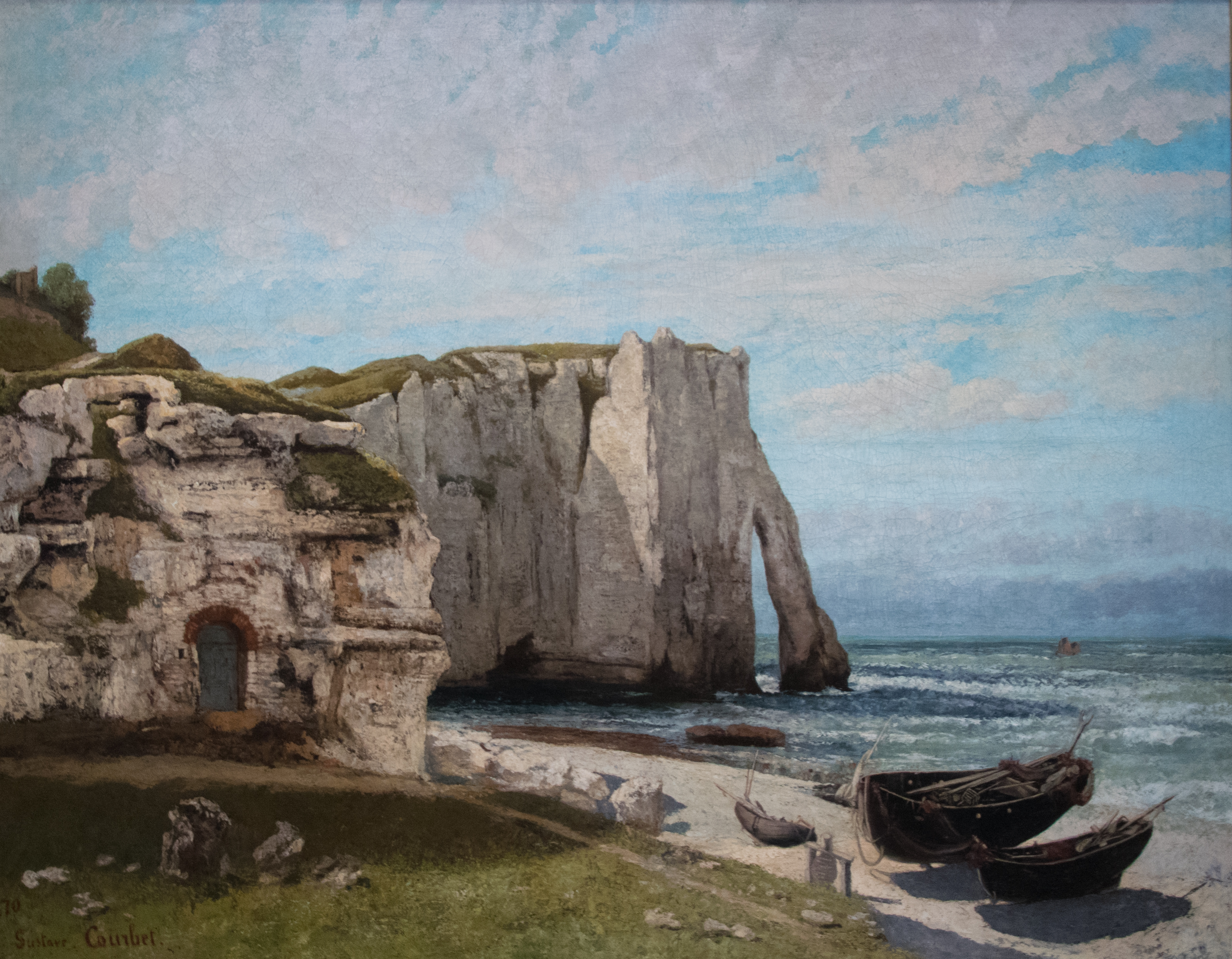
Gustave Courbet: La falaise d'Étretat après l'orage (1870).
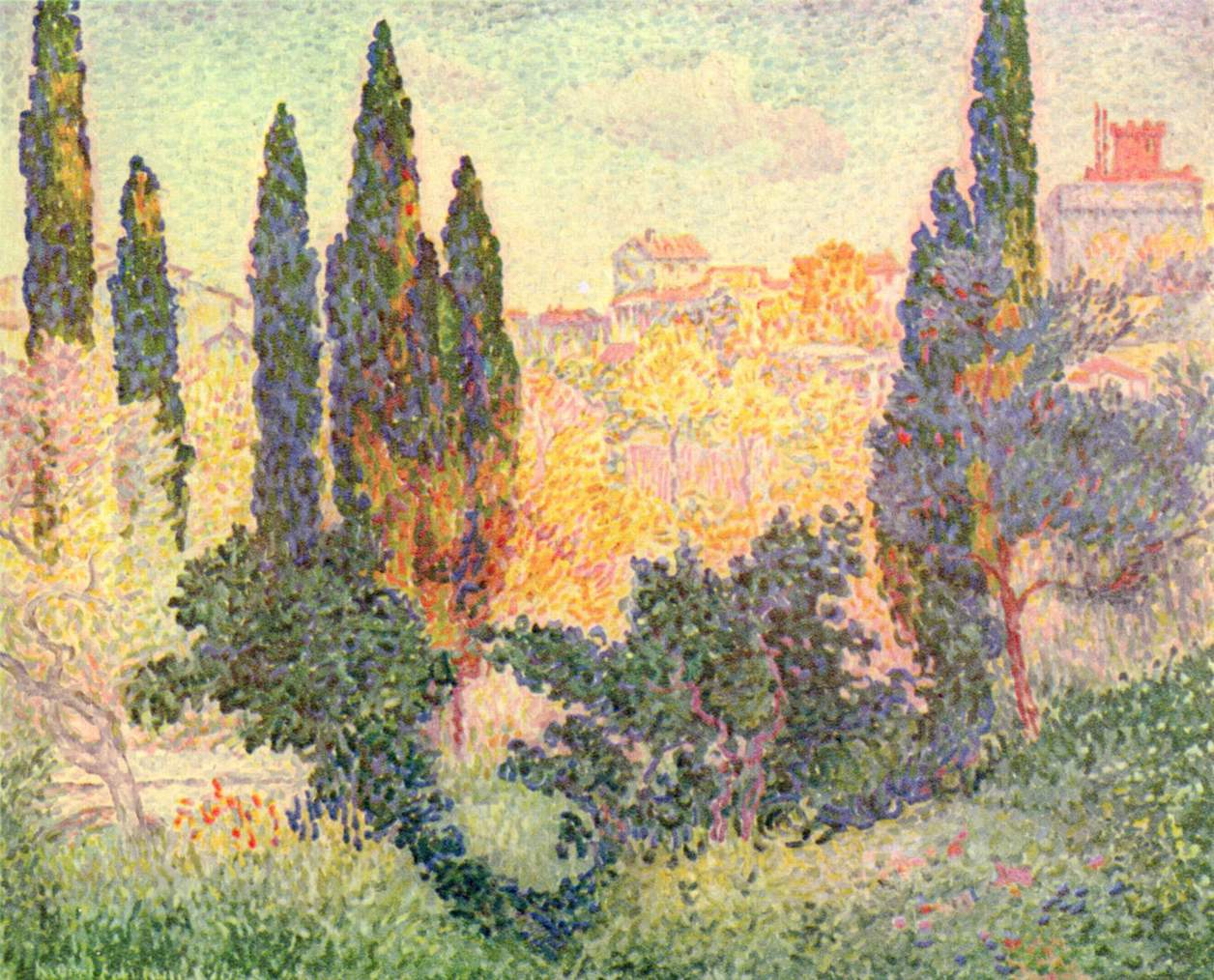
Henri-Edmond Cross: Cyprès à Cagnes (1901).
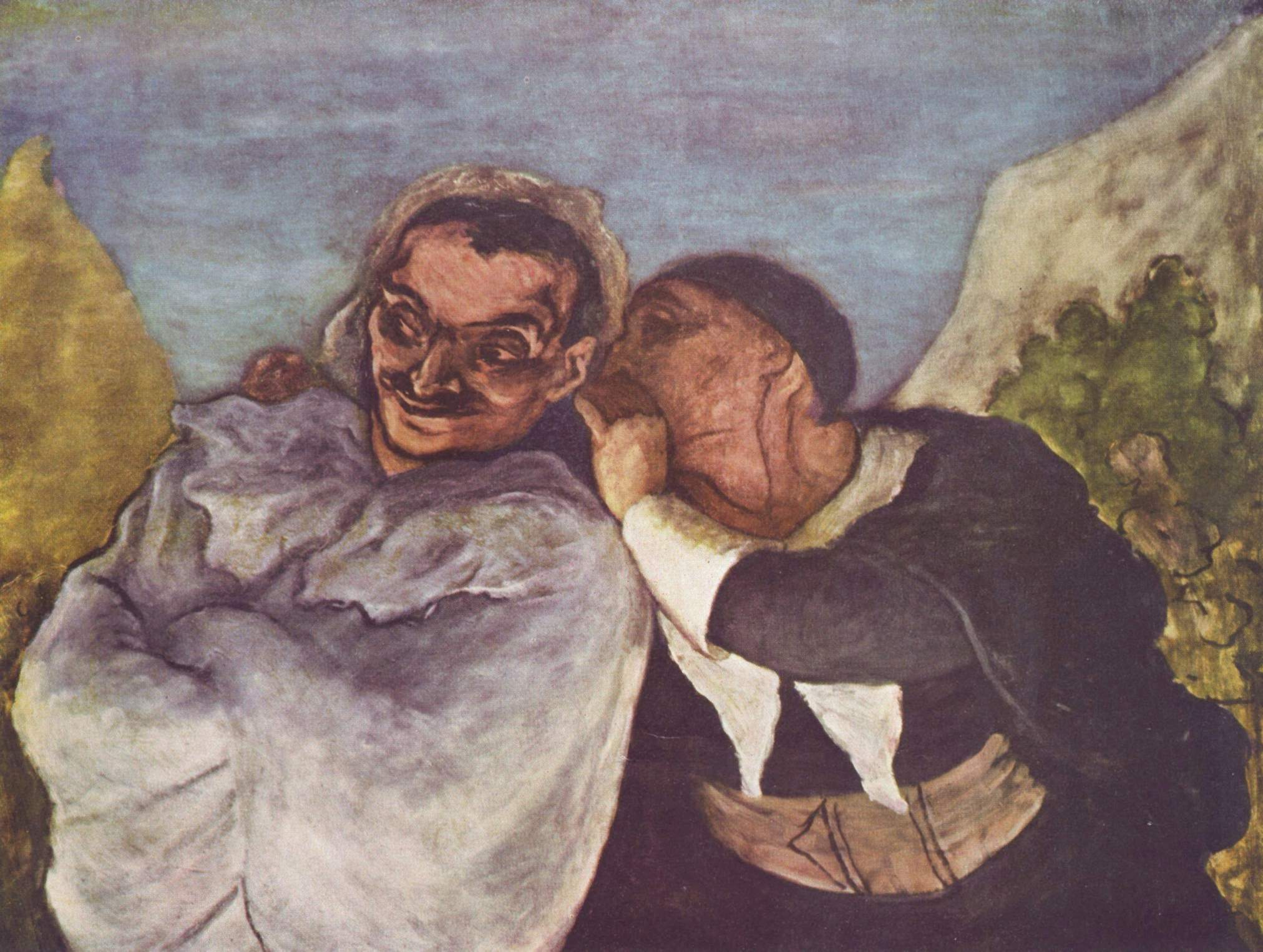
Honoré Daumier: Crispin et Scapin (1858–1860).
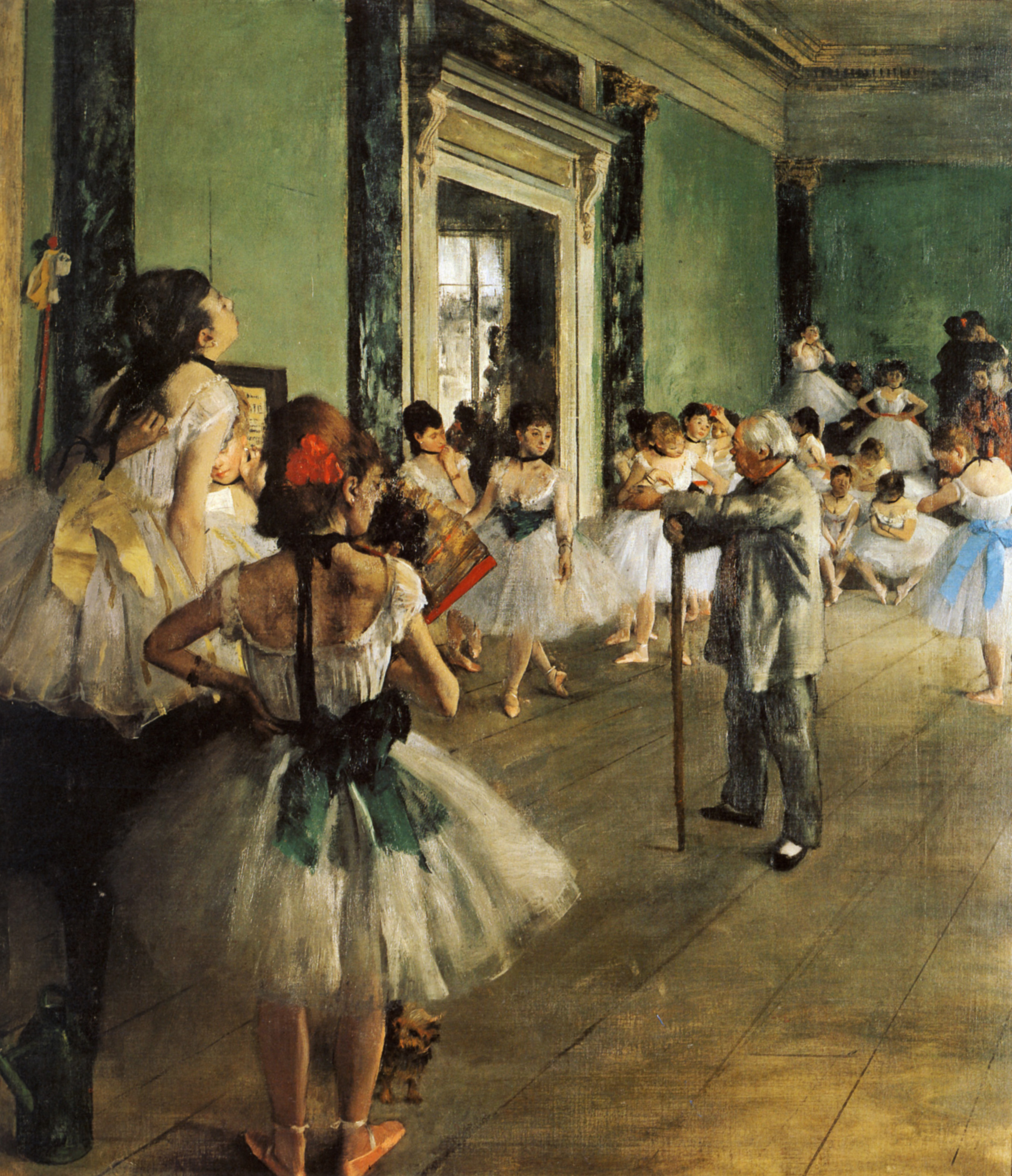
Edgar Degas: Dansklassen (1874).
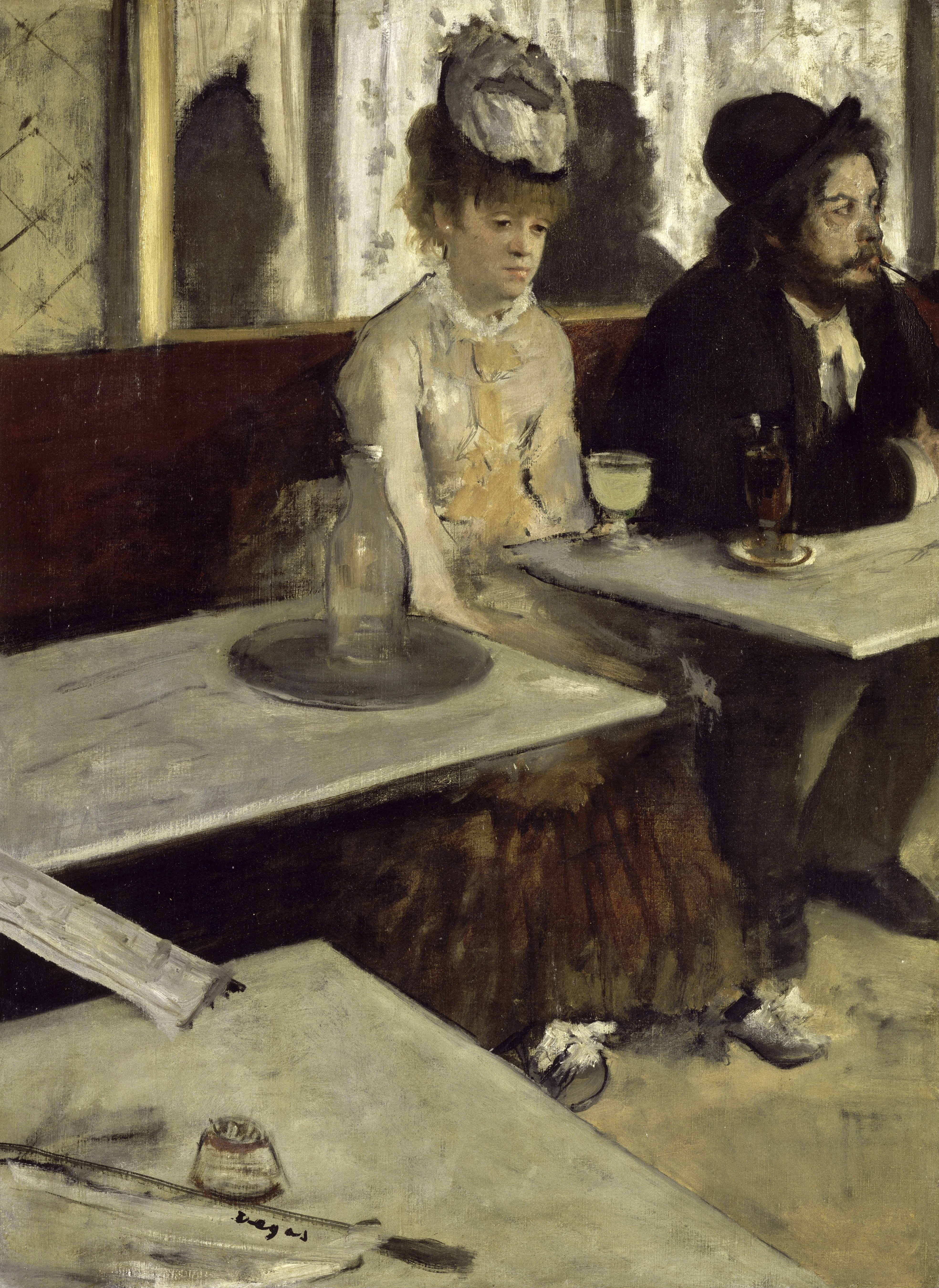
Edgar Degas: Absinten (1876).
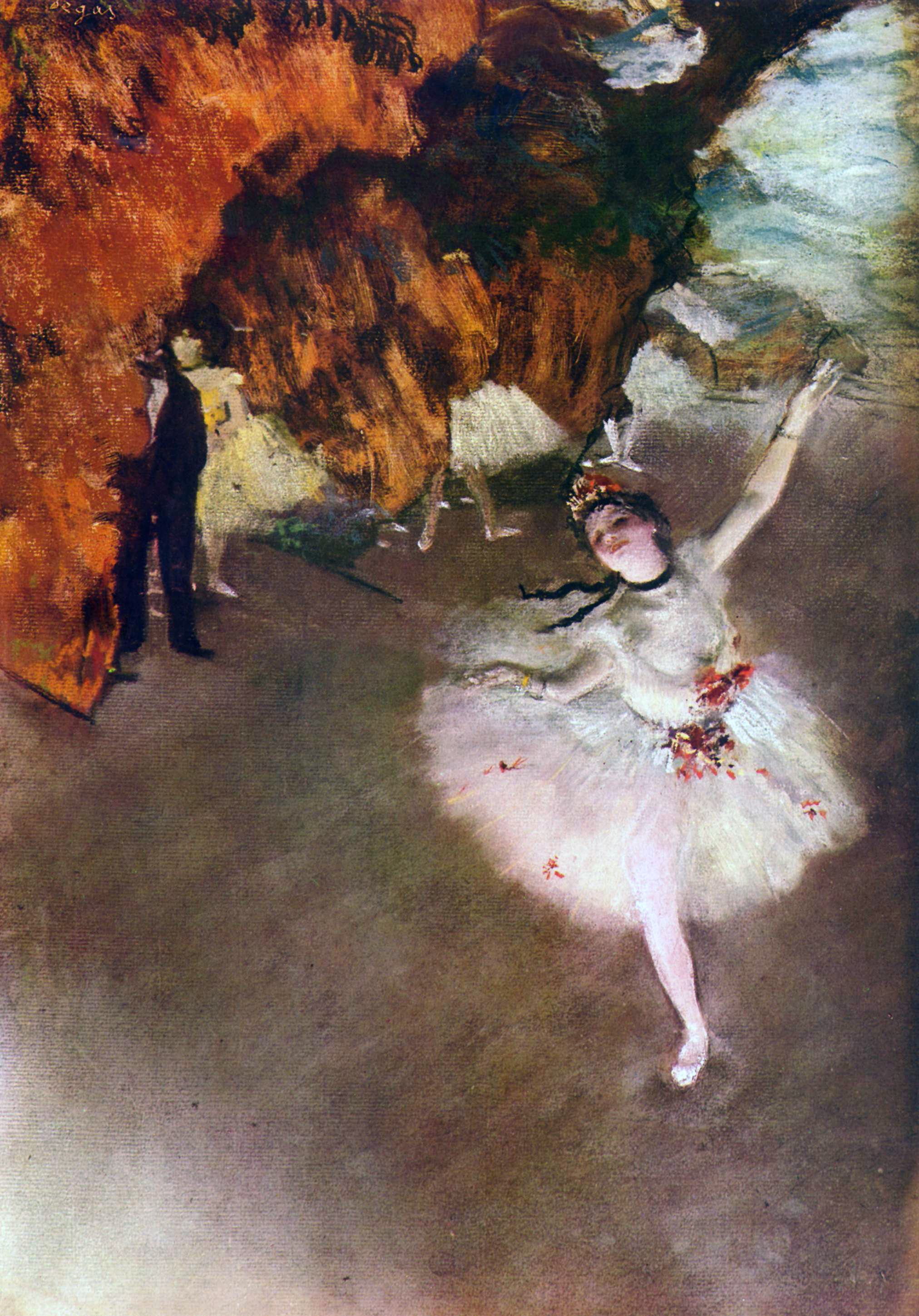
Edgar Degas: Ballet – l’étoile (Rosita Mauri) (1878).
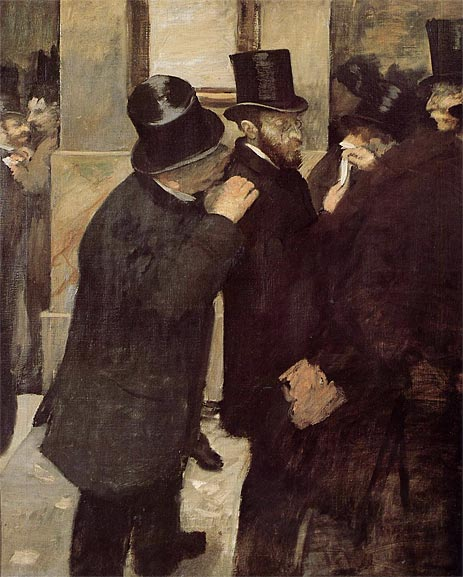
Edgar Degas: Vid fondbörsen (1879).
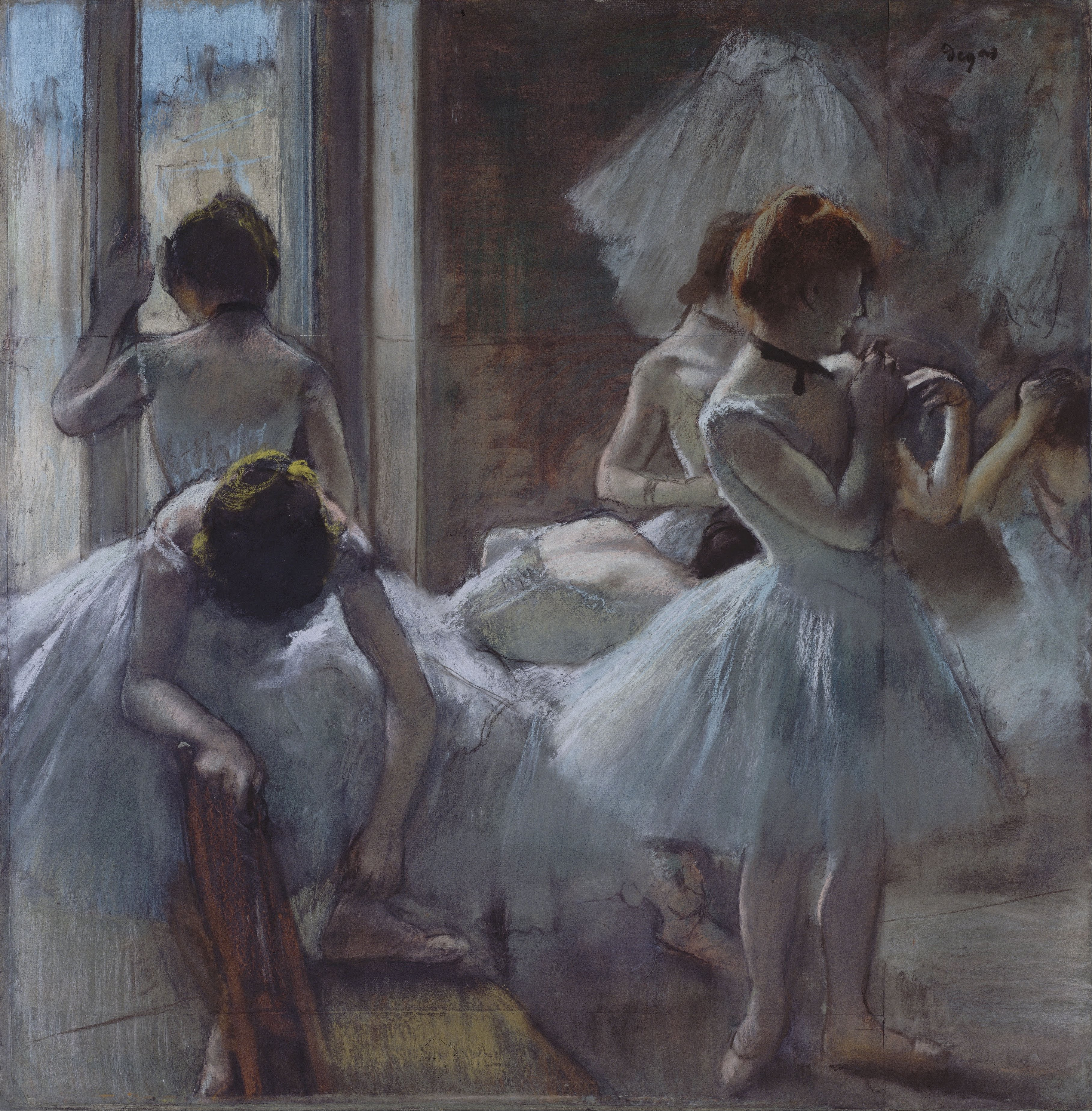
Edgar Degas: Dansöser (1884–1885). Pastell.
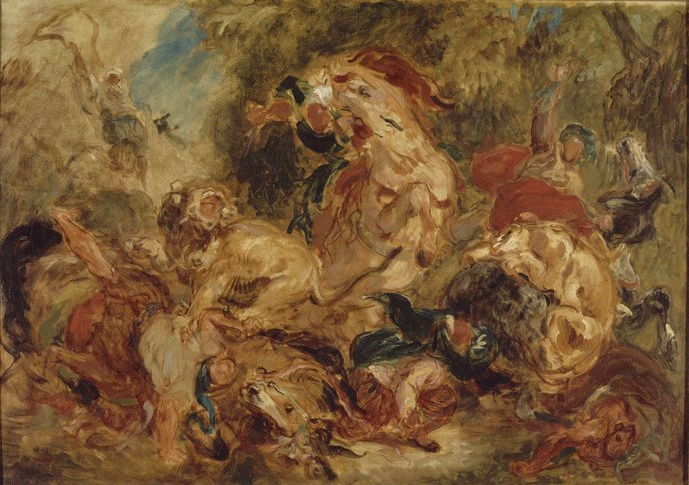
Eugène Delacroix: Lejonjakt (omkring 1854).
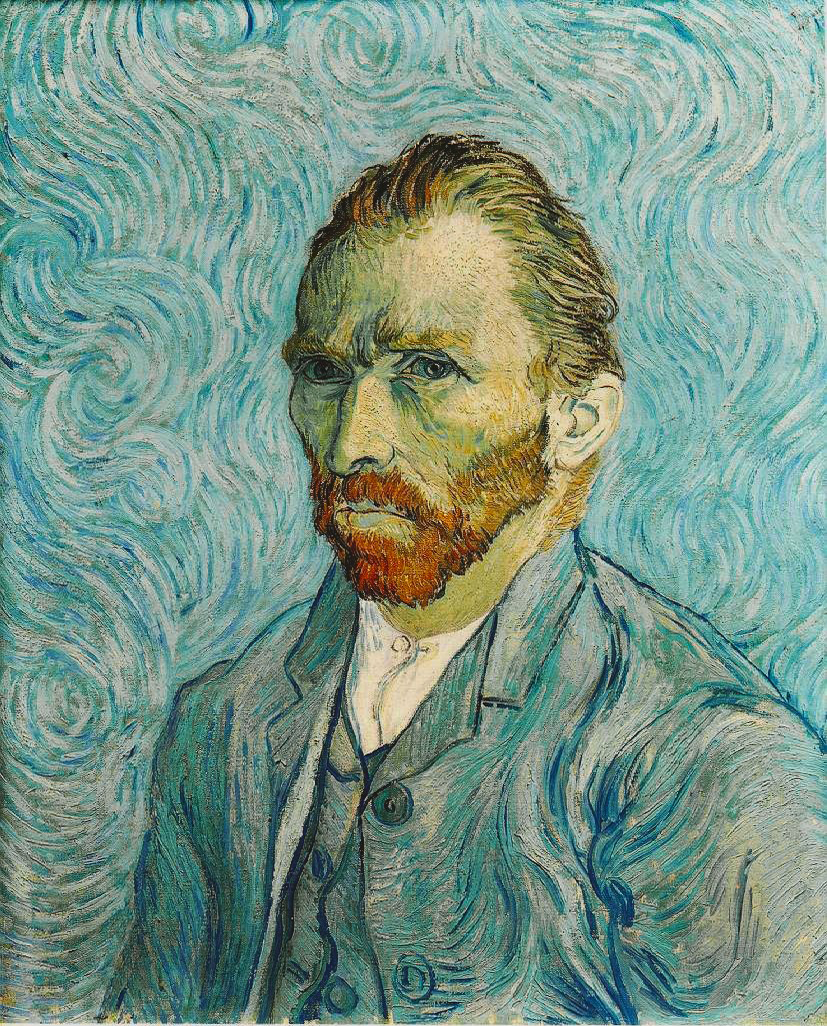
Vincent van Gogh: Självporträtt (1889).
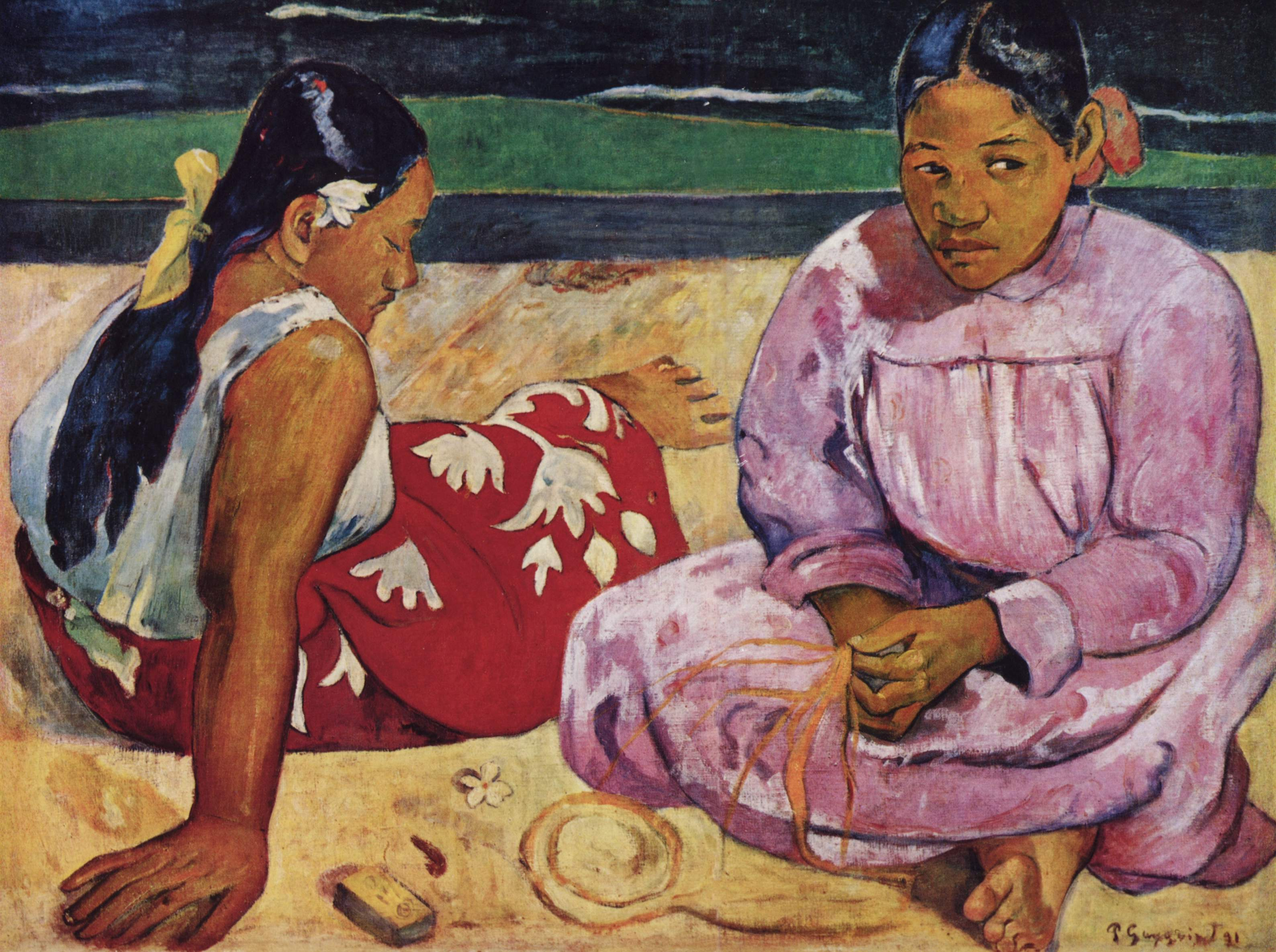
Paul Gauguin: Tahitiska kvinnor på stranden (1891).
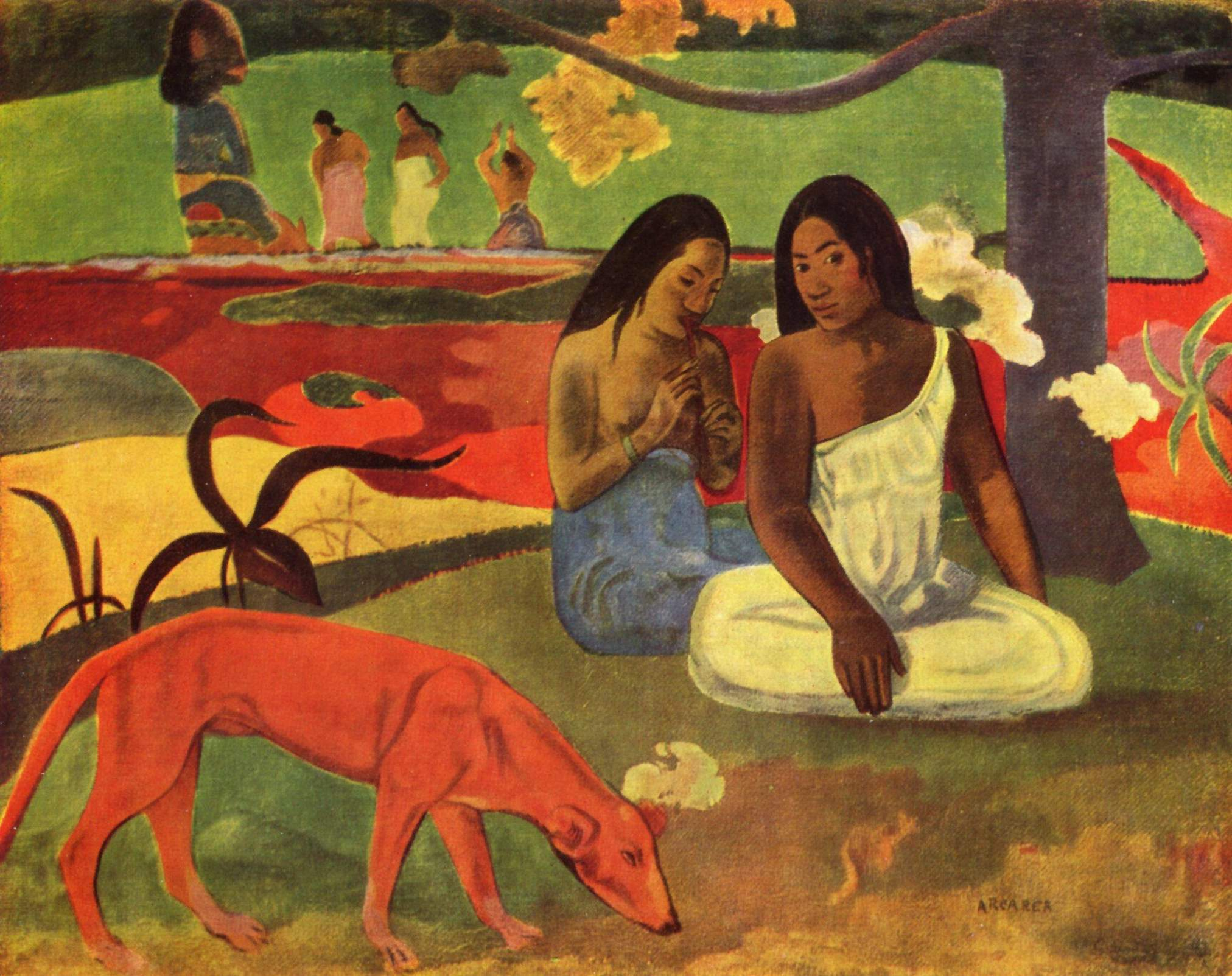
Paul Gauguin: Arearea (1892).
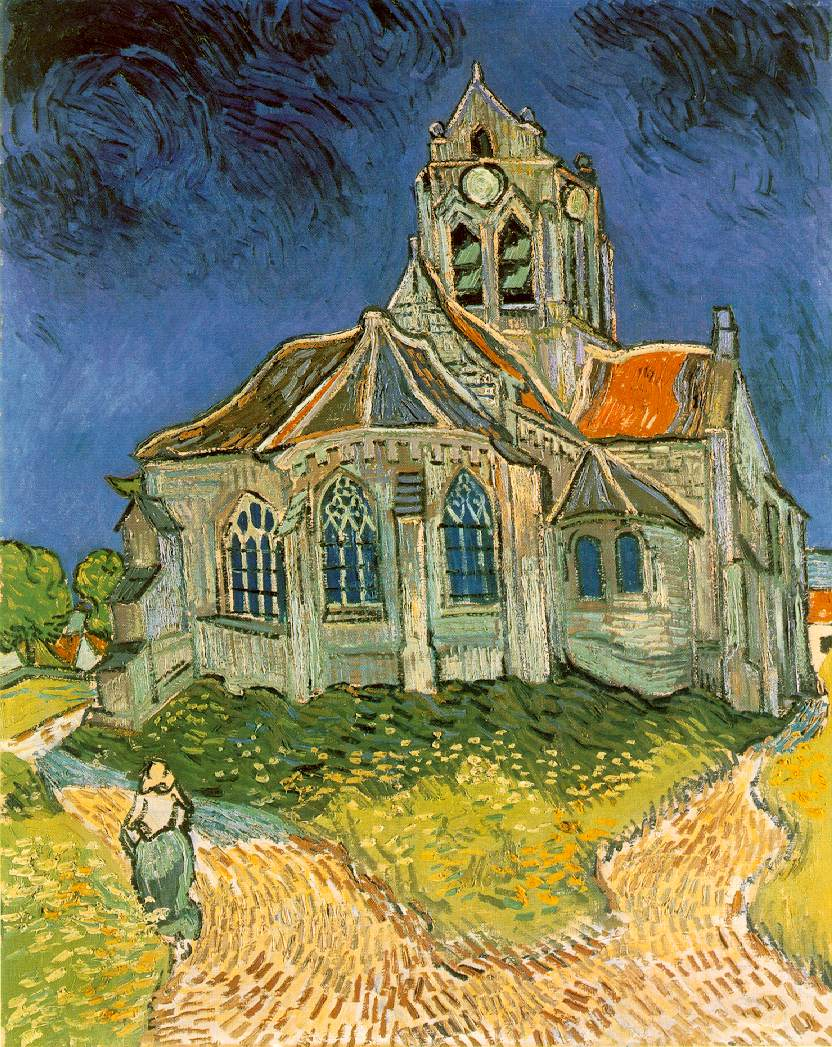
Vincent van Gogh: Kyrkan i Auvers (1890).
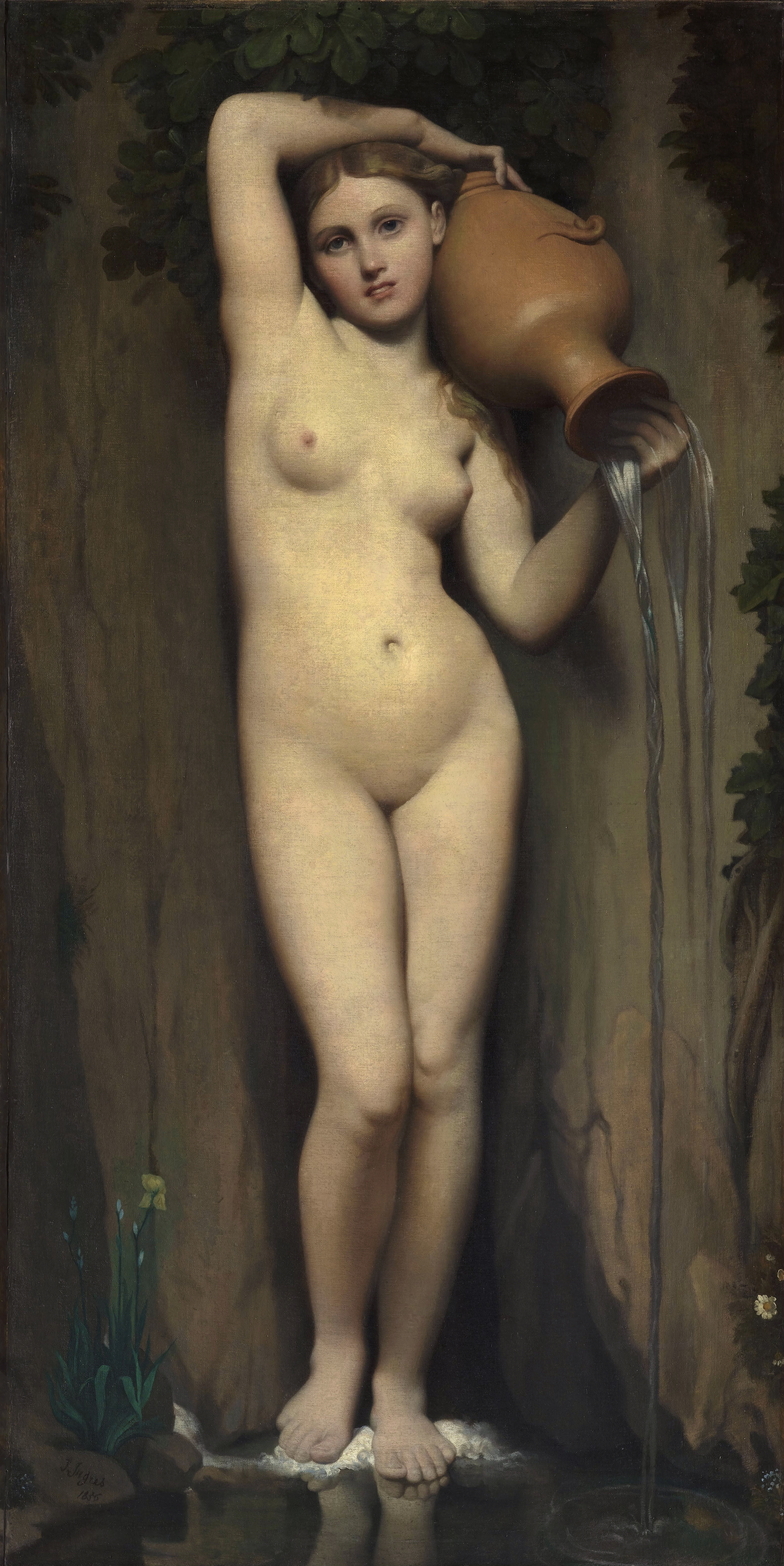
Jean Auguste Dominique Ingres: Källan (1856).
Édouard Manet: Olympia (1863).
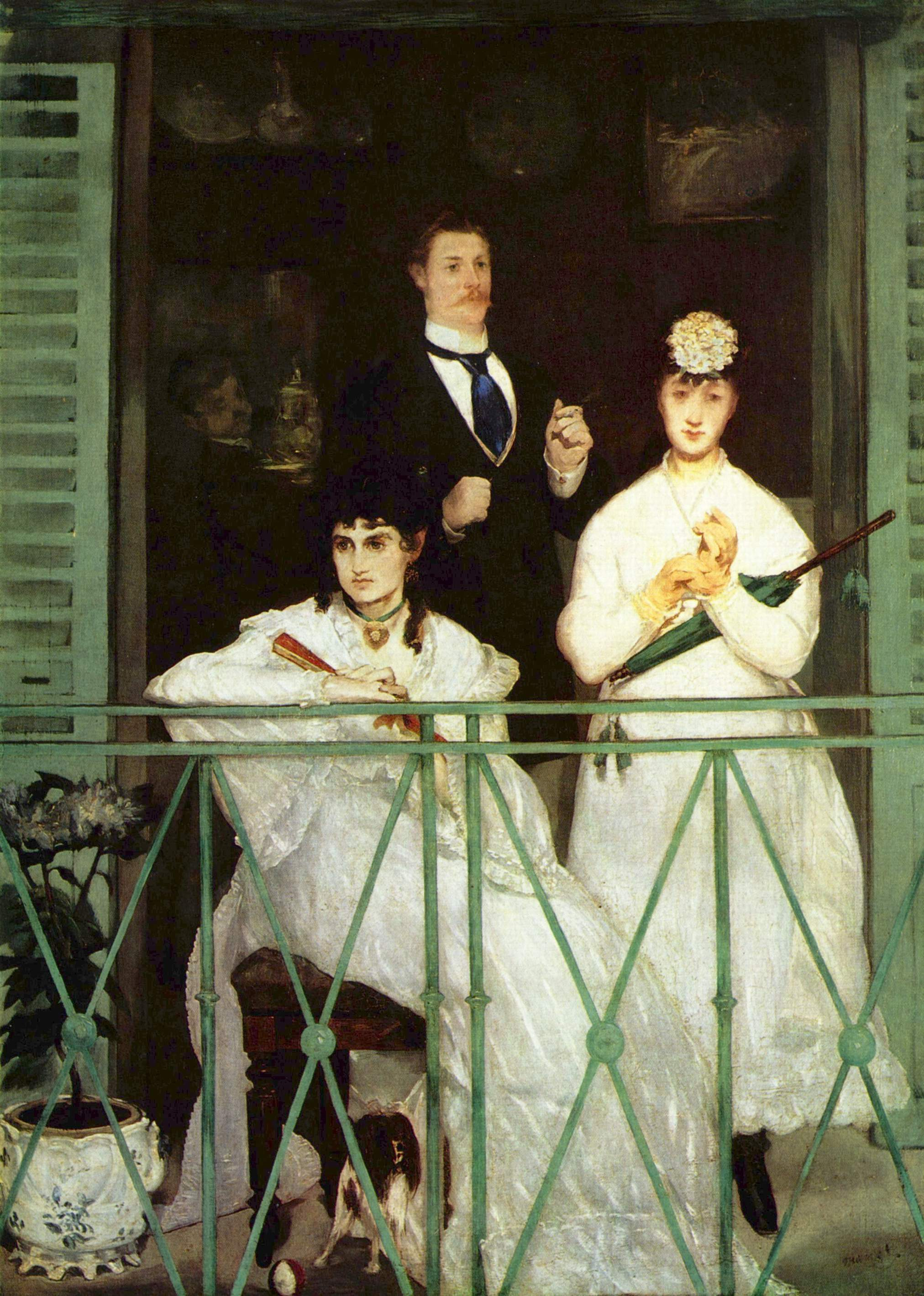
Édouard Manet: Balkongen (1868–1869).
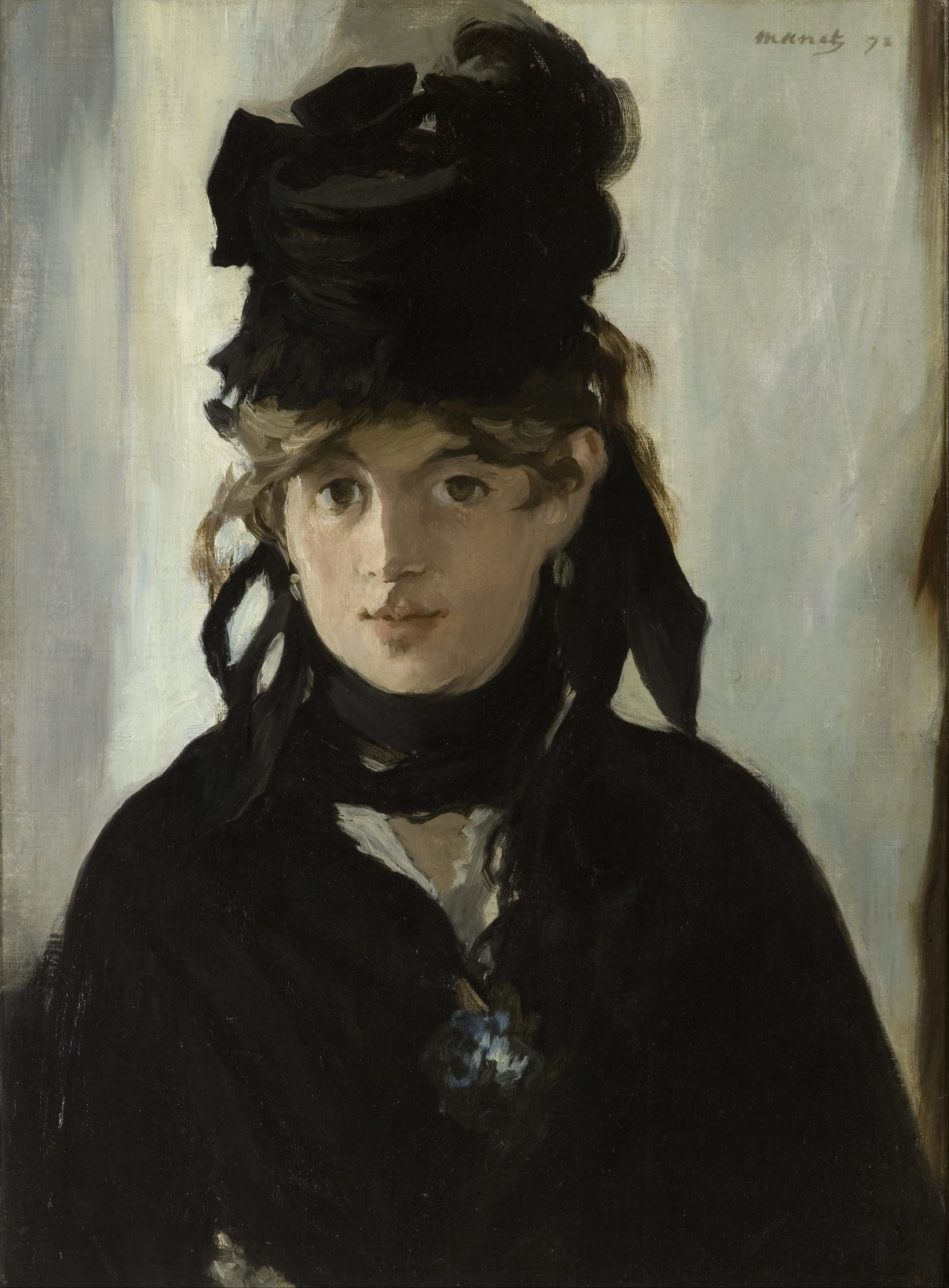
Édouard Manet: Berthe Morisot med en bukett violer (1872).
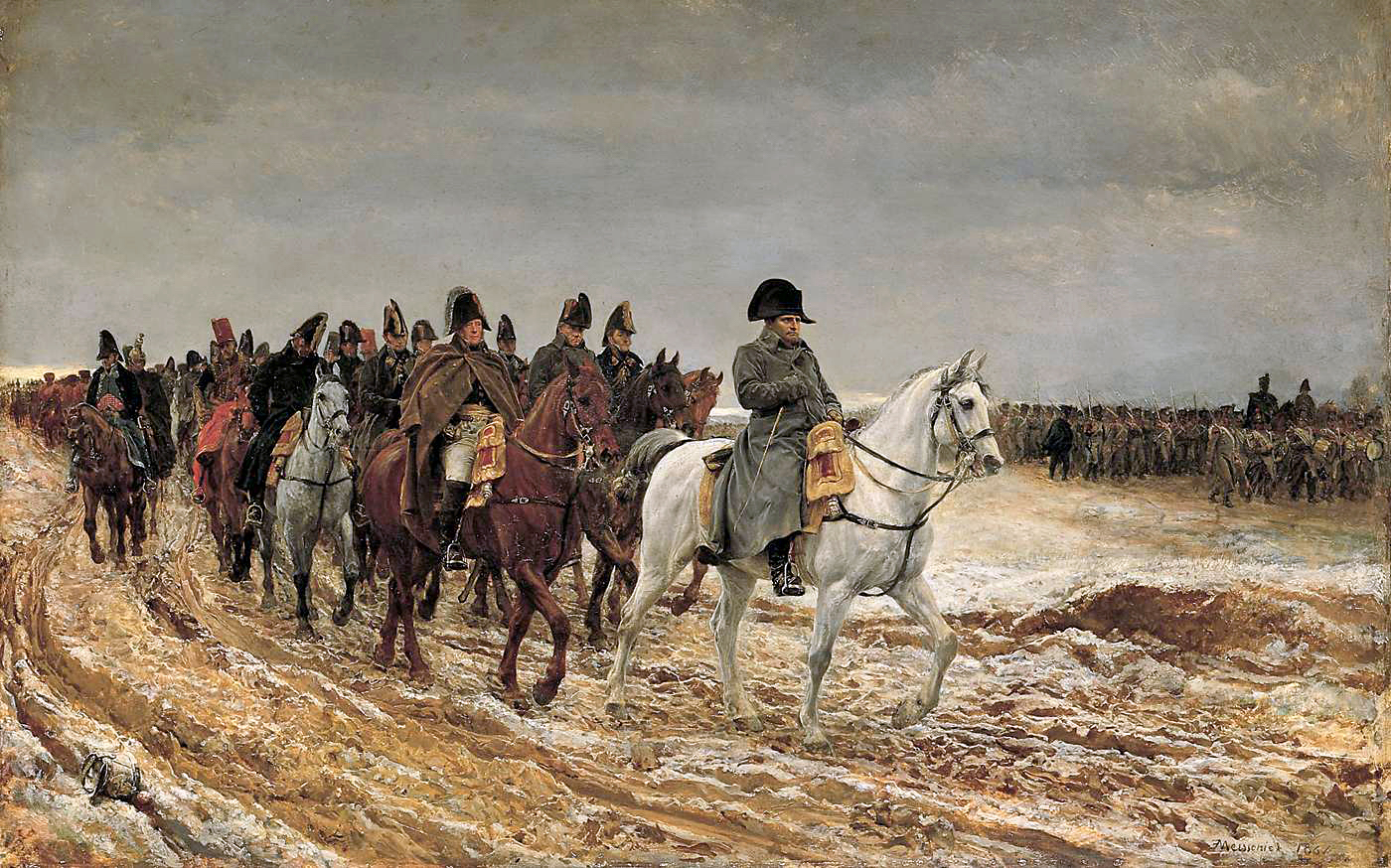
Jean-Louis-Ernest Meissonier: Campagne de France (1864).
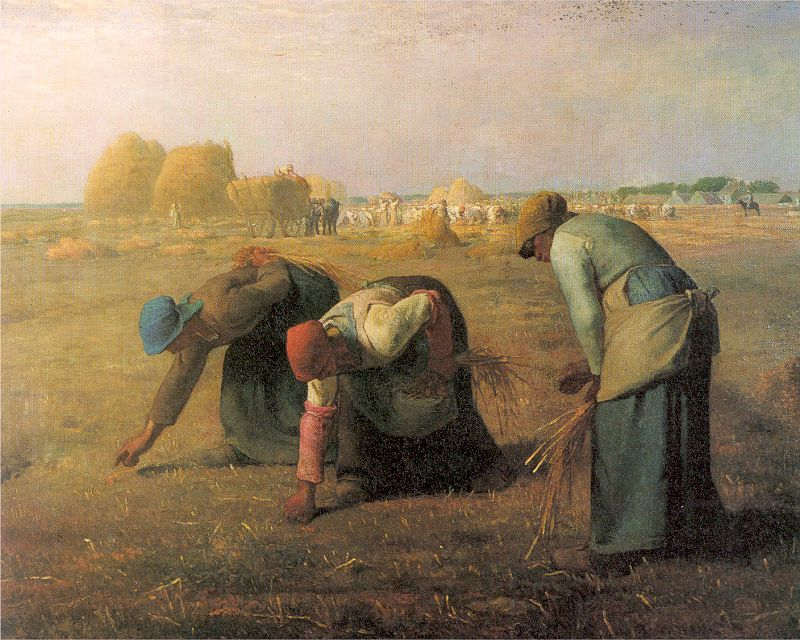
Jean-François Millet: Axplockerskor (1857).
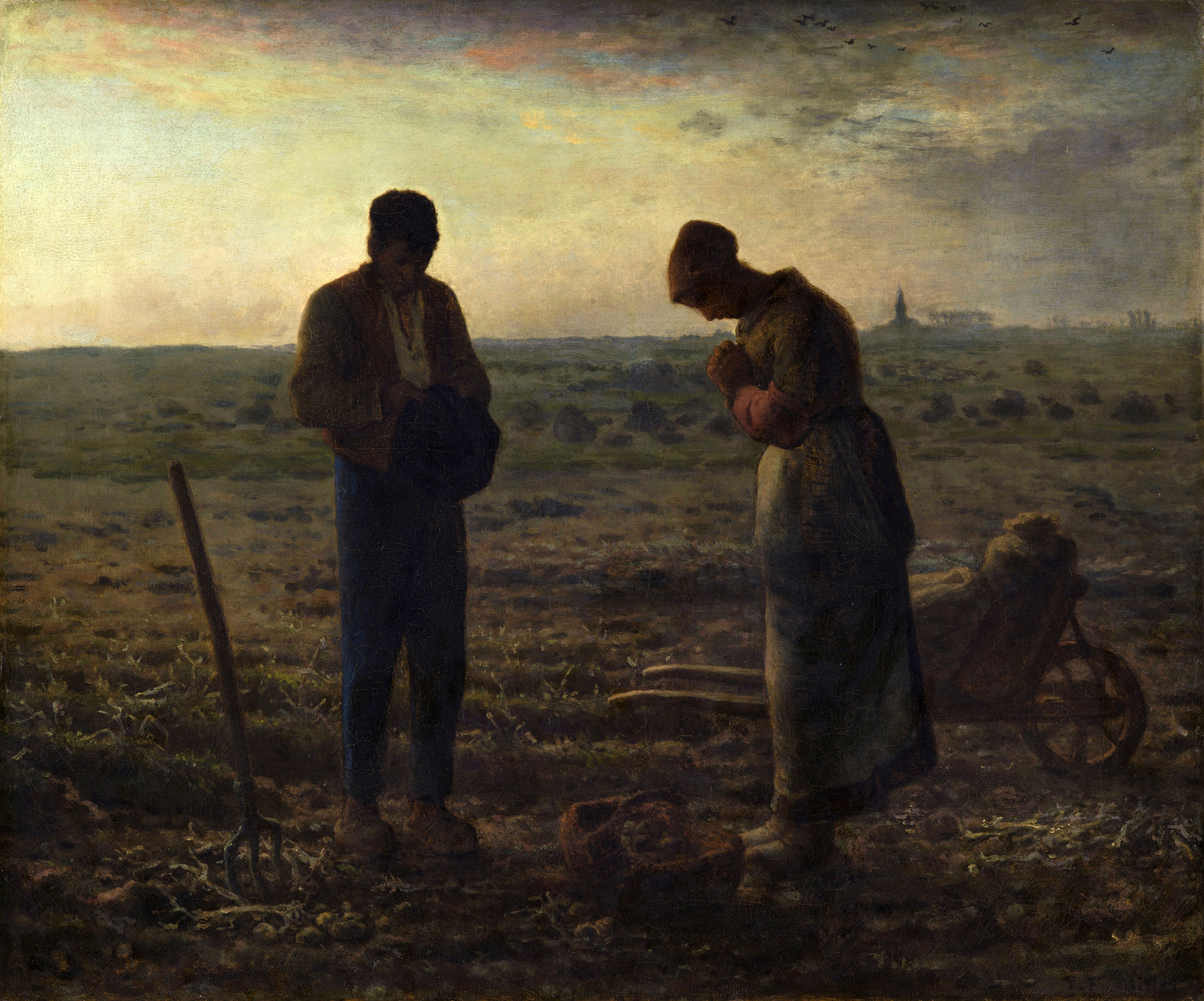
Jean-François Millet: Aftonringningen (1857–1859). Testamenterad till Louvren 1909. Överförd till Musée d’Orsay 1986.
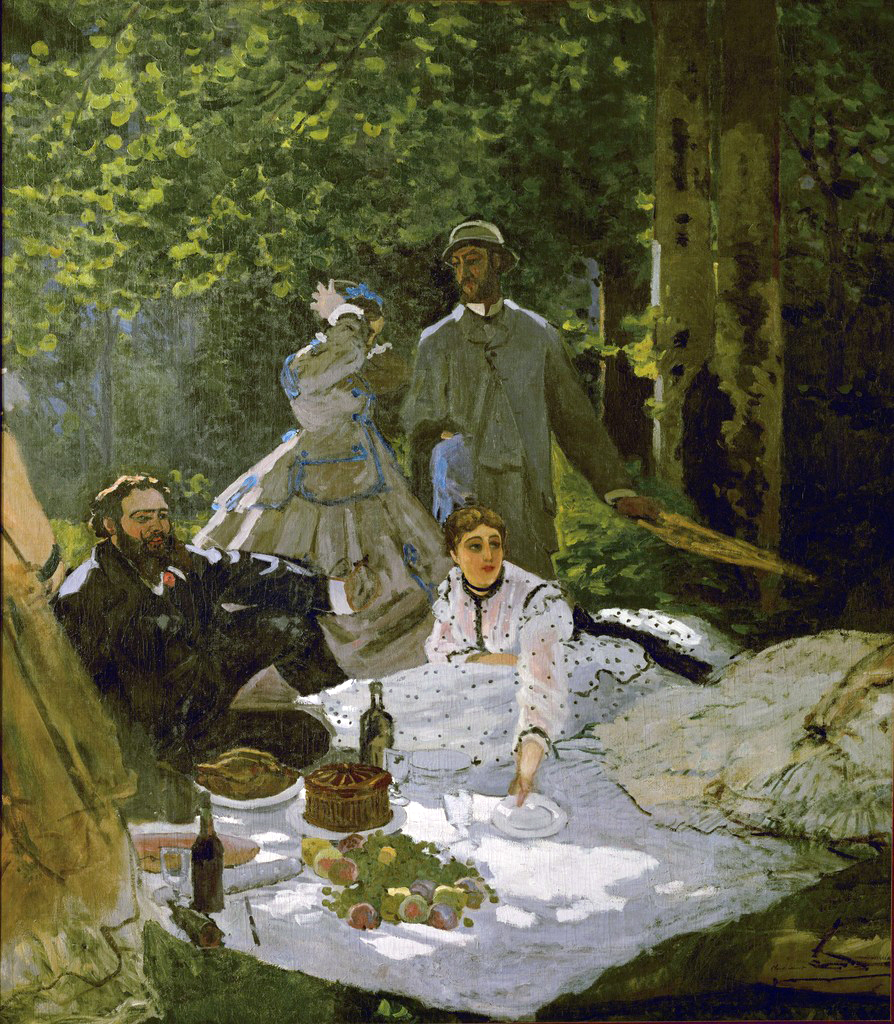
Claude Monet: Frukost i gröna (1865–1866). Claude Monets tavla är inspirerad av Édouard Manets mästerverk. I sin egen version inkluderade han ett porträtt av Gustave Courbet.
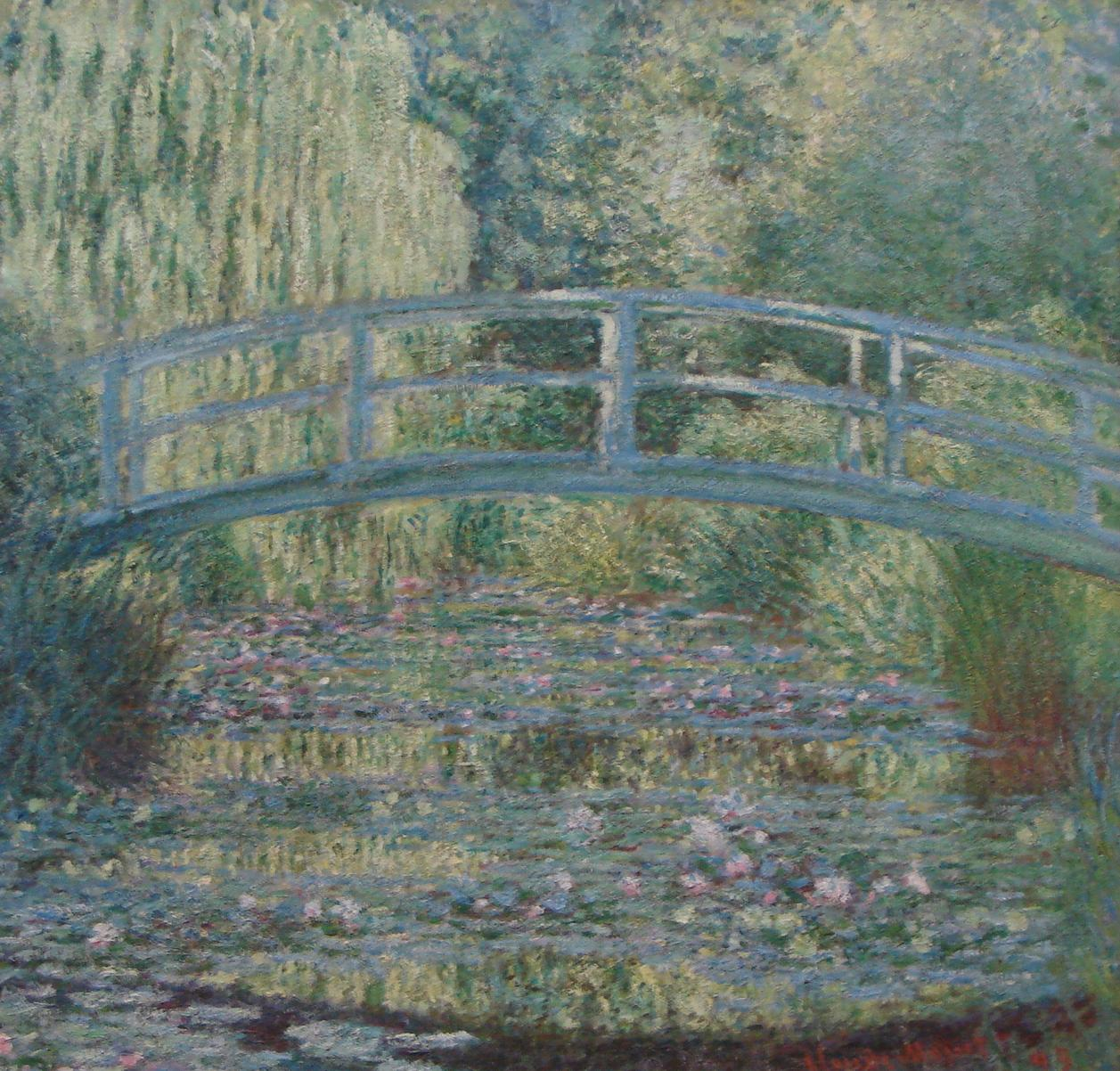
Claude Monet: Näckrosdammen (1890-talet). En liknande målning av Claude Monet finns i National Gallery i London.
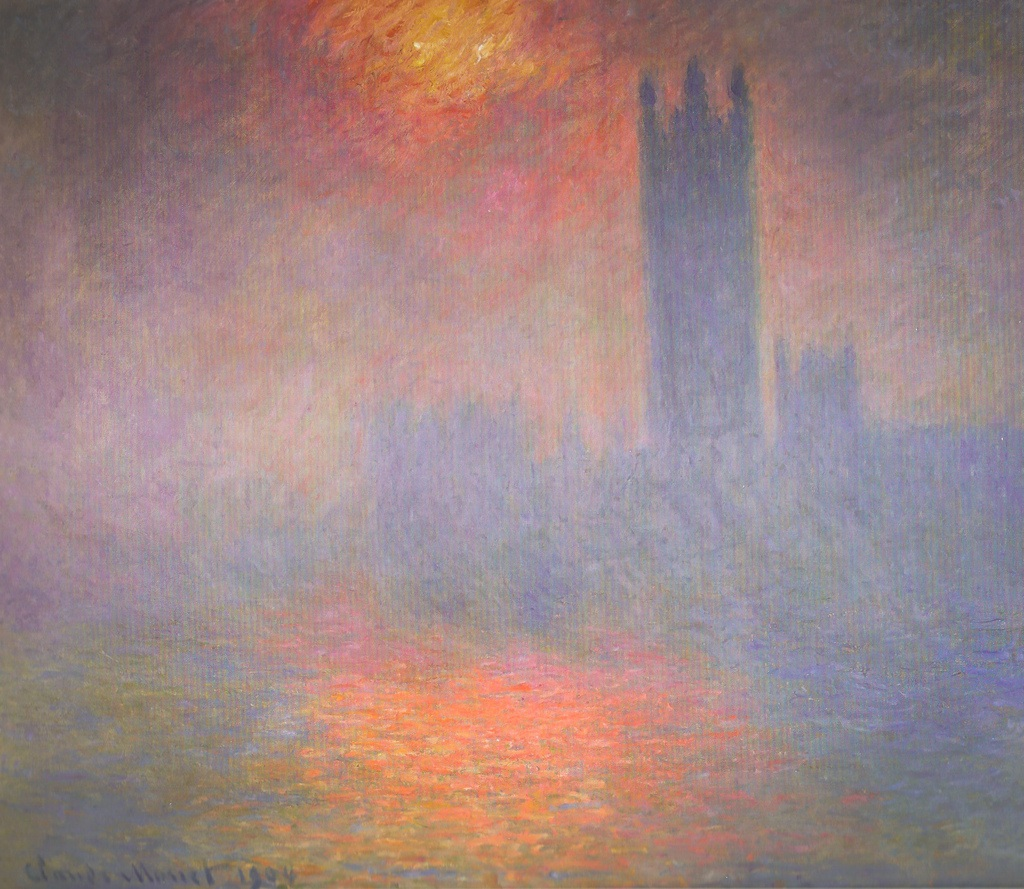
Claude Monet: Londres, le Parlement. Trouée de soleil dans le brouillard (1904).
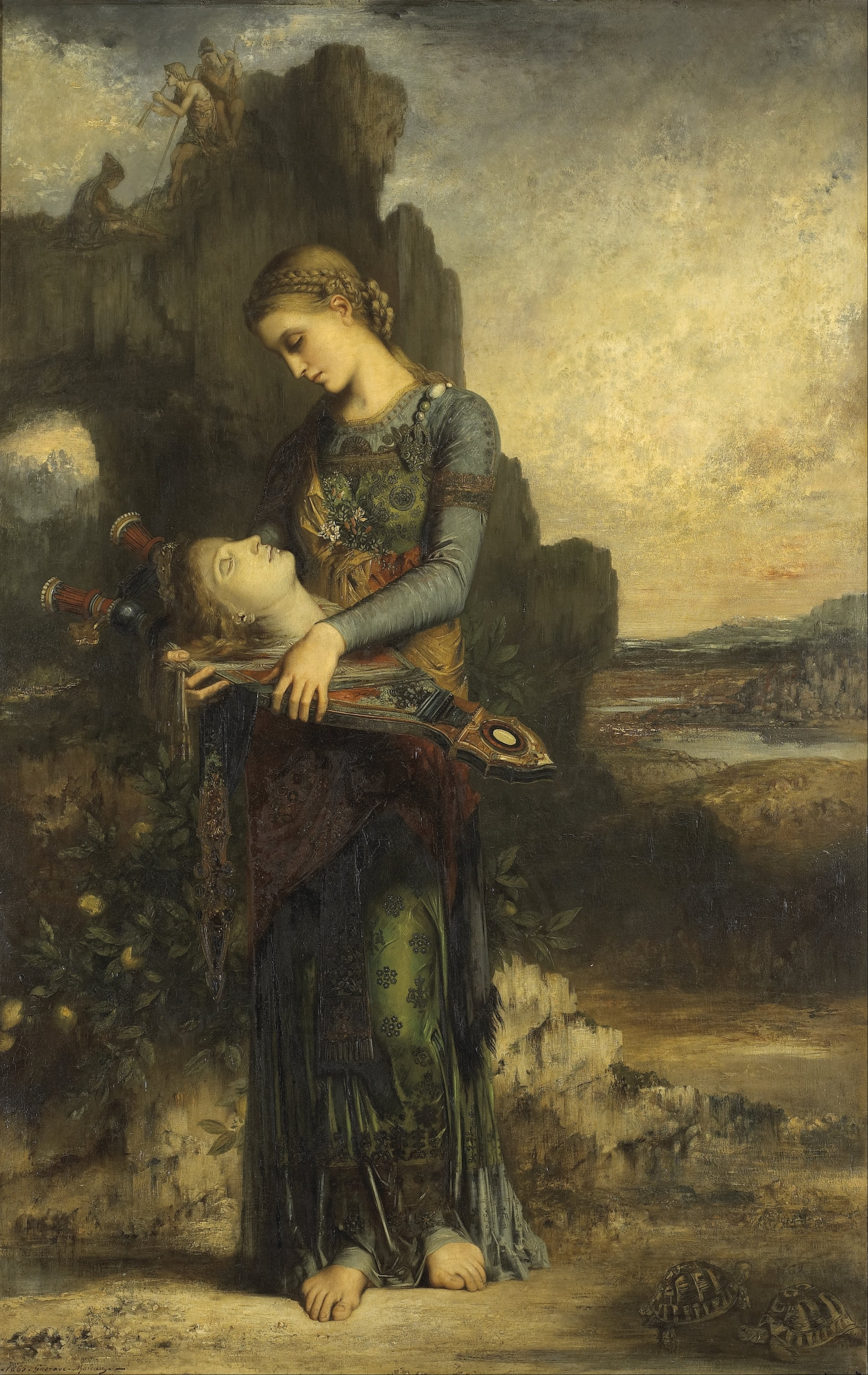
Gustave Moreau: Orphée (1865).
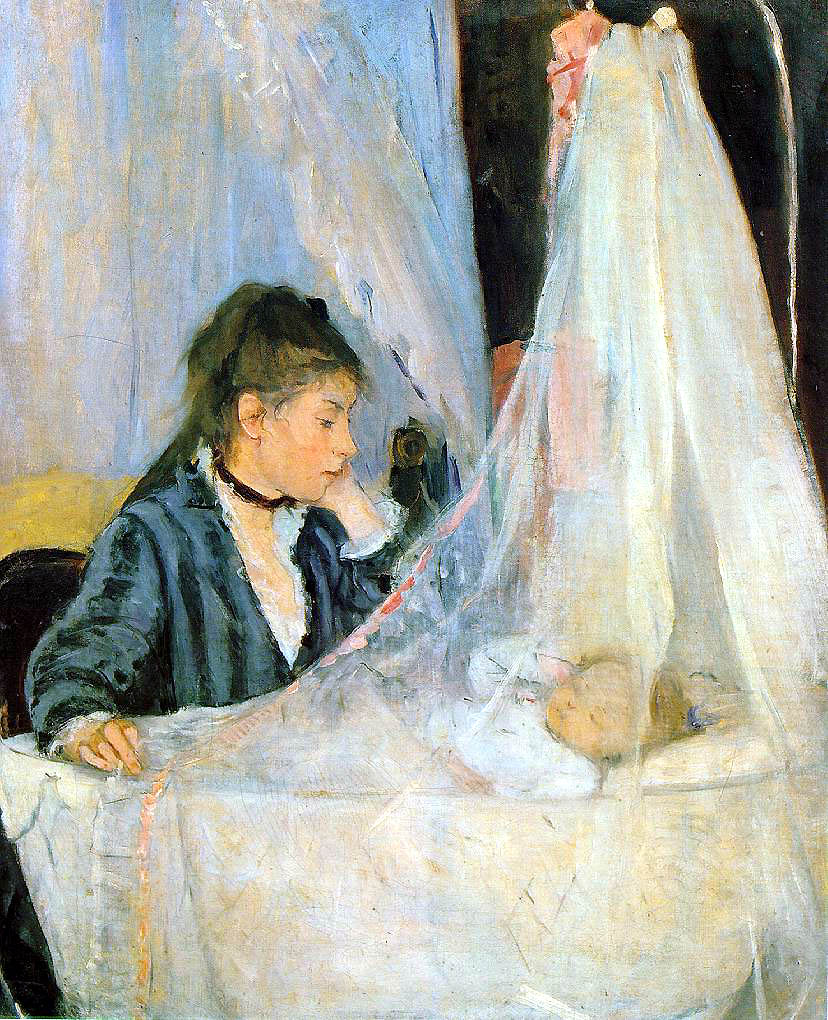
Berthe Morisot: Vaggan (1872).
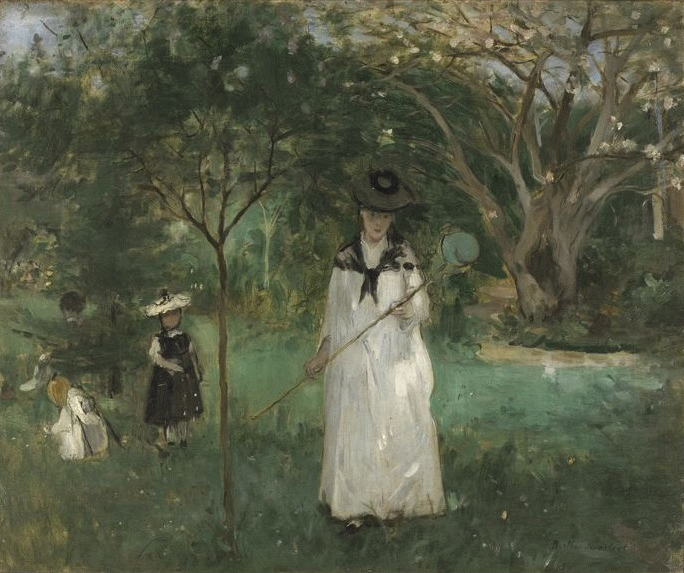
Berthe Morisot: La Chasse aux Papillons (1874).
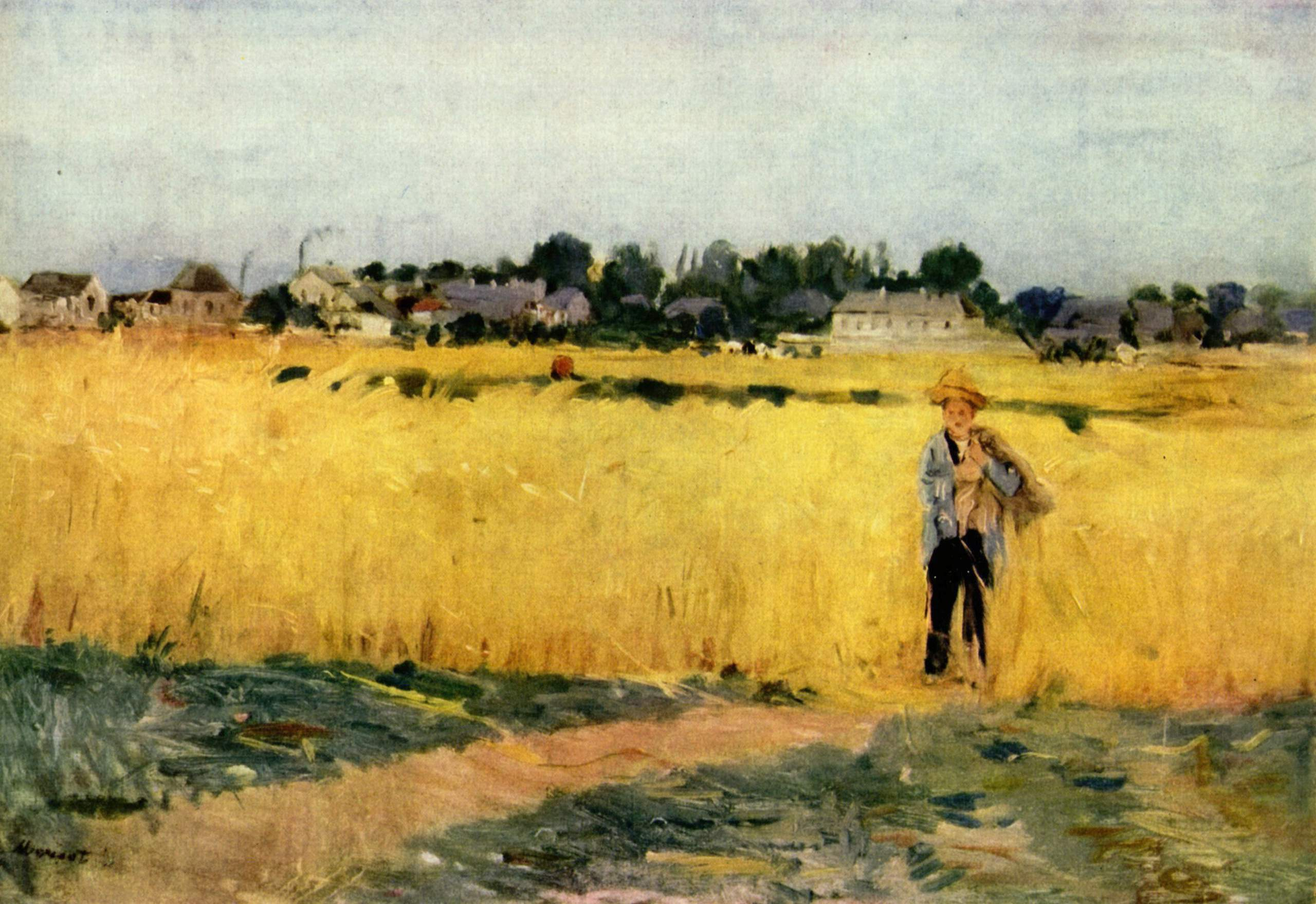
Berthe Morisot: Dans les blés (1875).
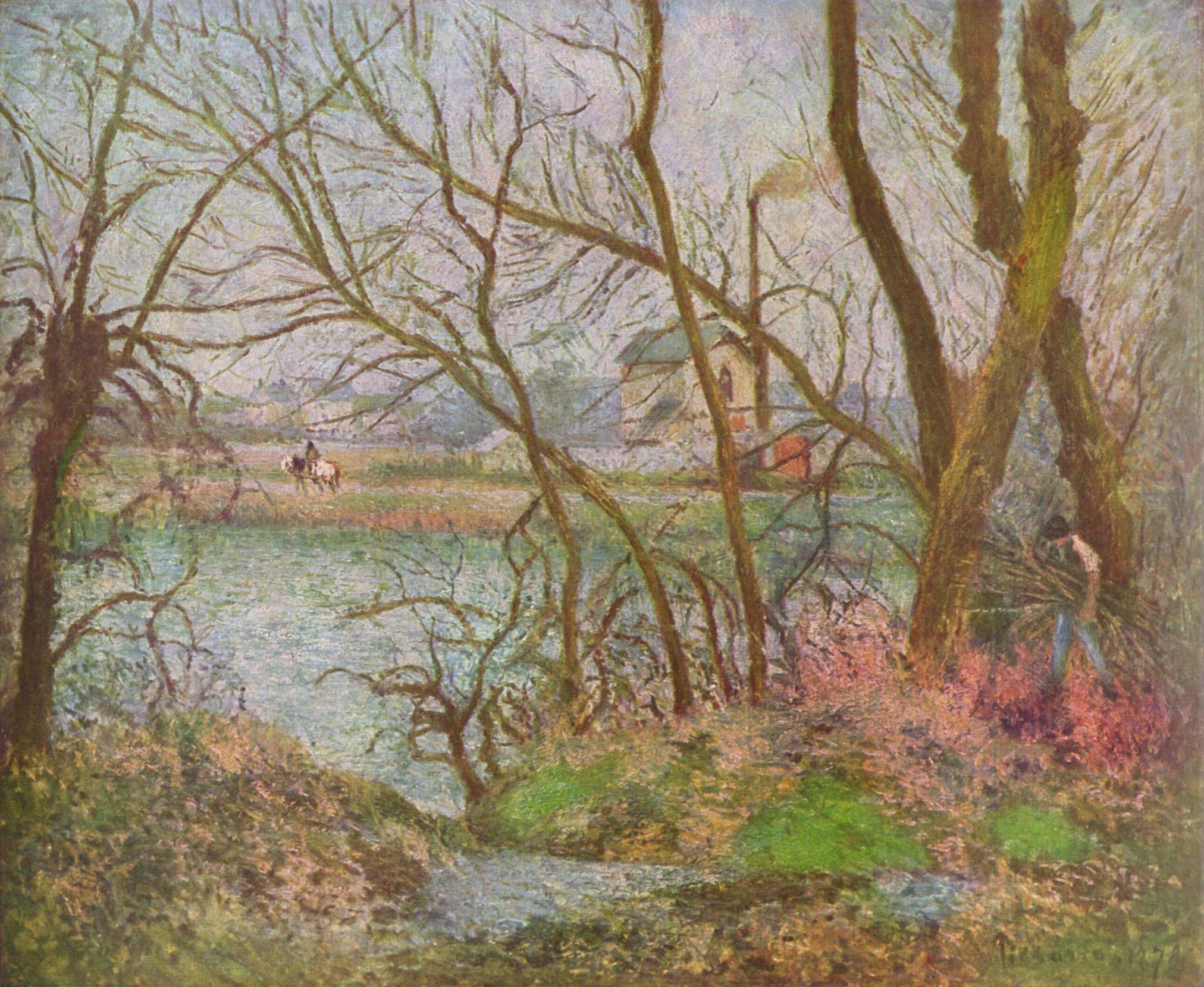
Camille Pissarro: Bords de l'Oise, près de Pontoise, temps gris (1878).
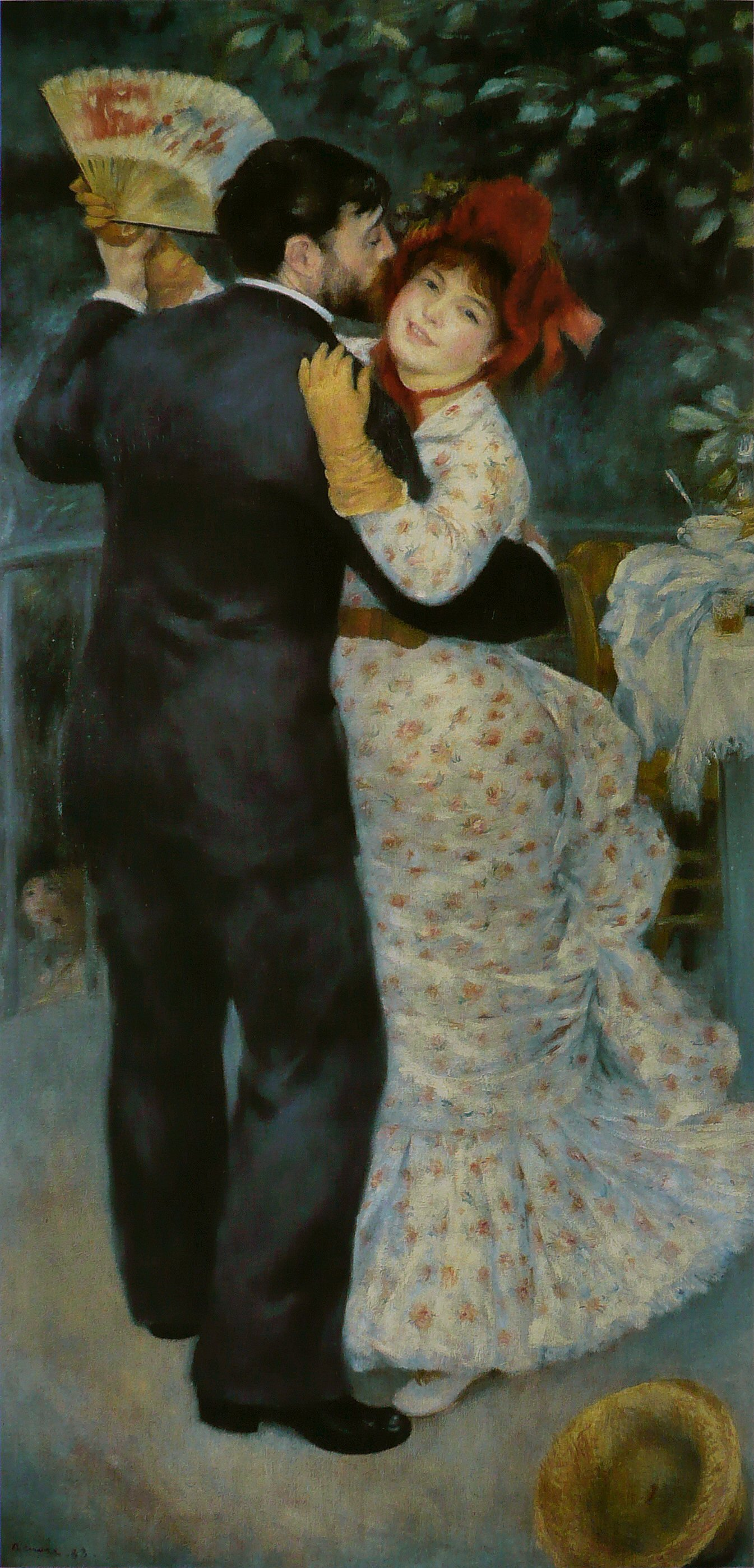
Pierre-Auguste Renoir: Dans på landet (1883).
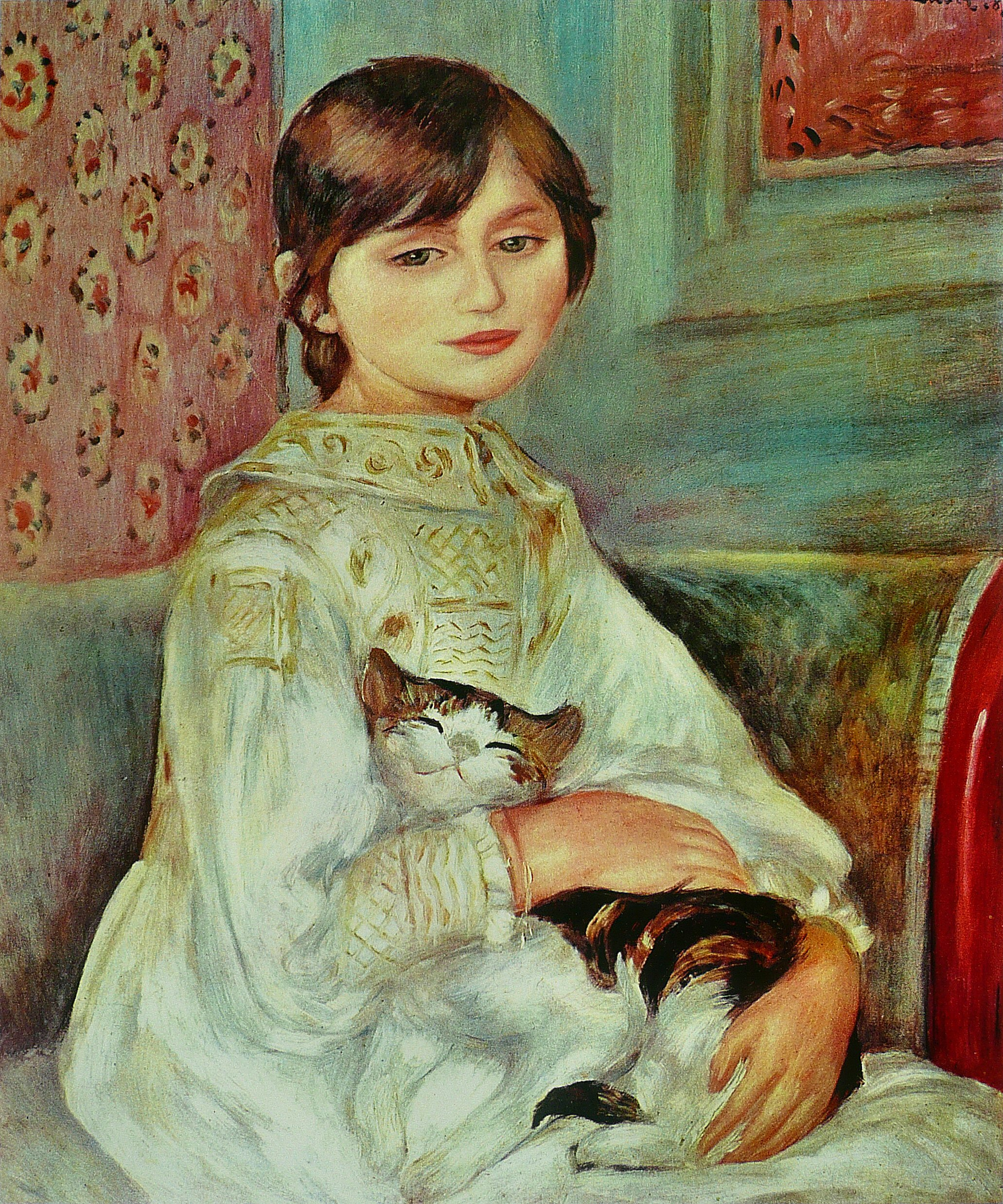
Pierre-Auguste Renoir: Julie Manet eller L'enfant au chat (1887).
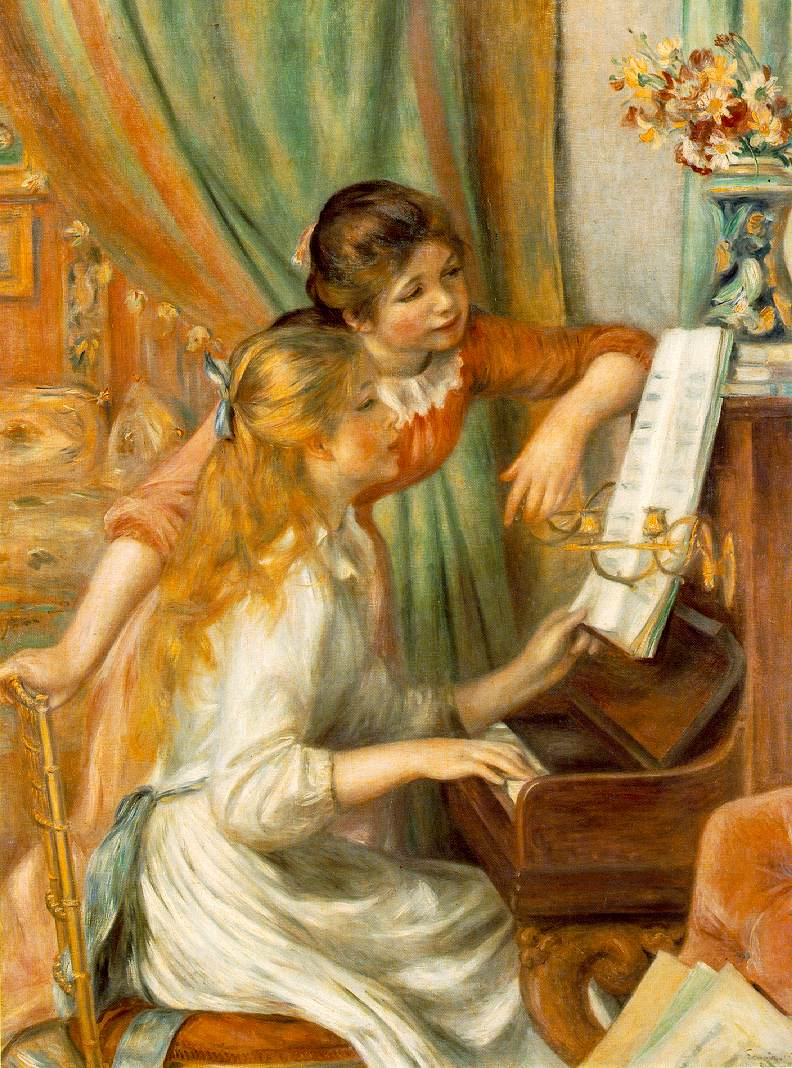
Pierre-Auguste Renoir: Unga flickor vid piano (1892).
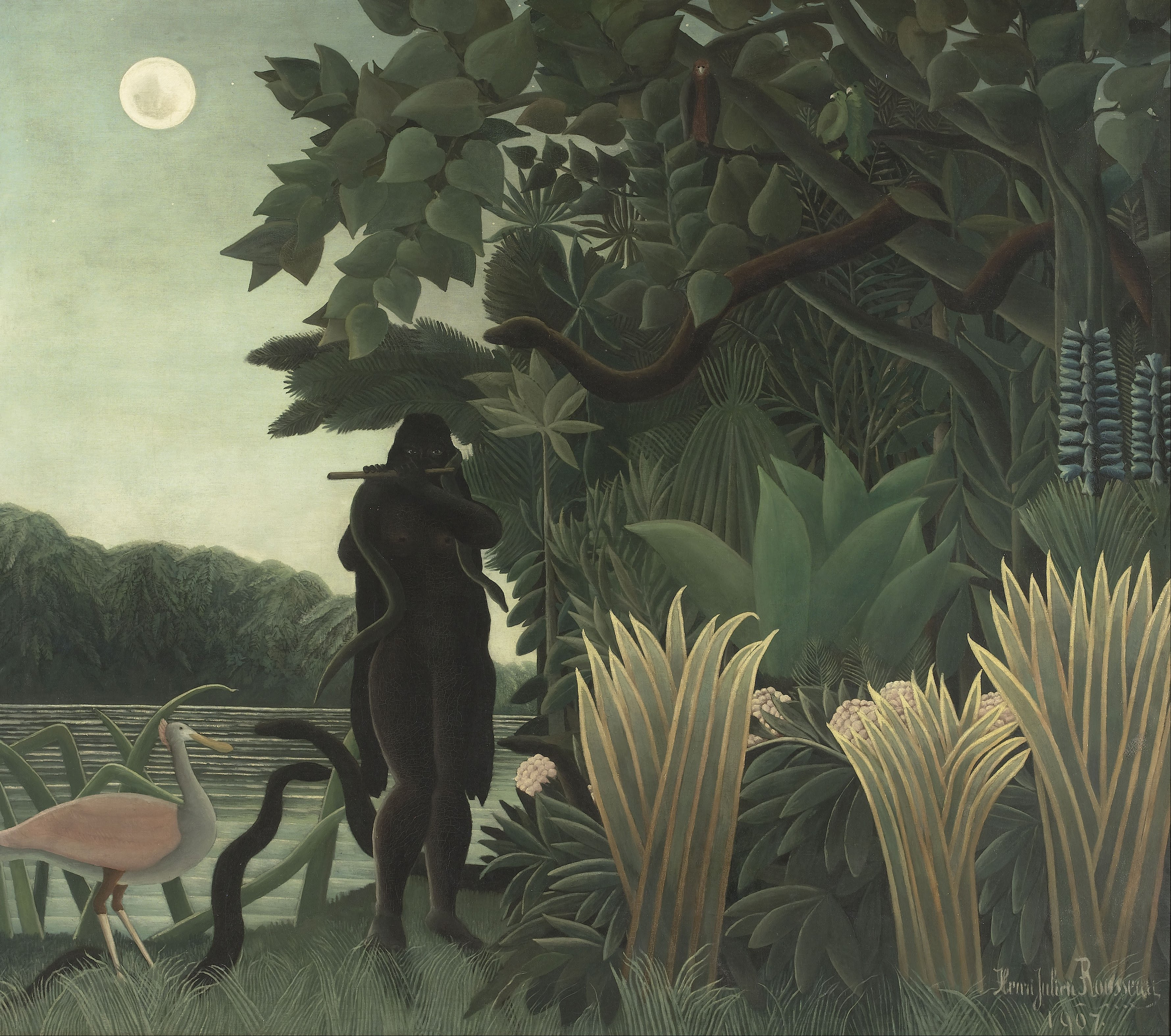
Henri Rousseau: Ormtjuserskan (1907).
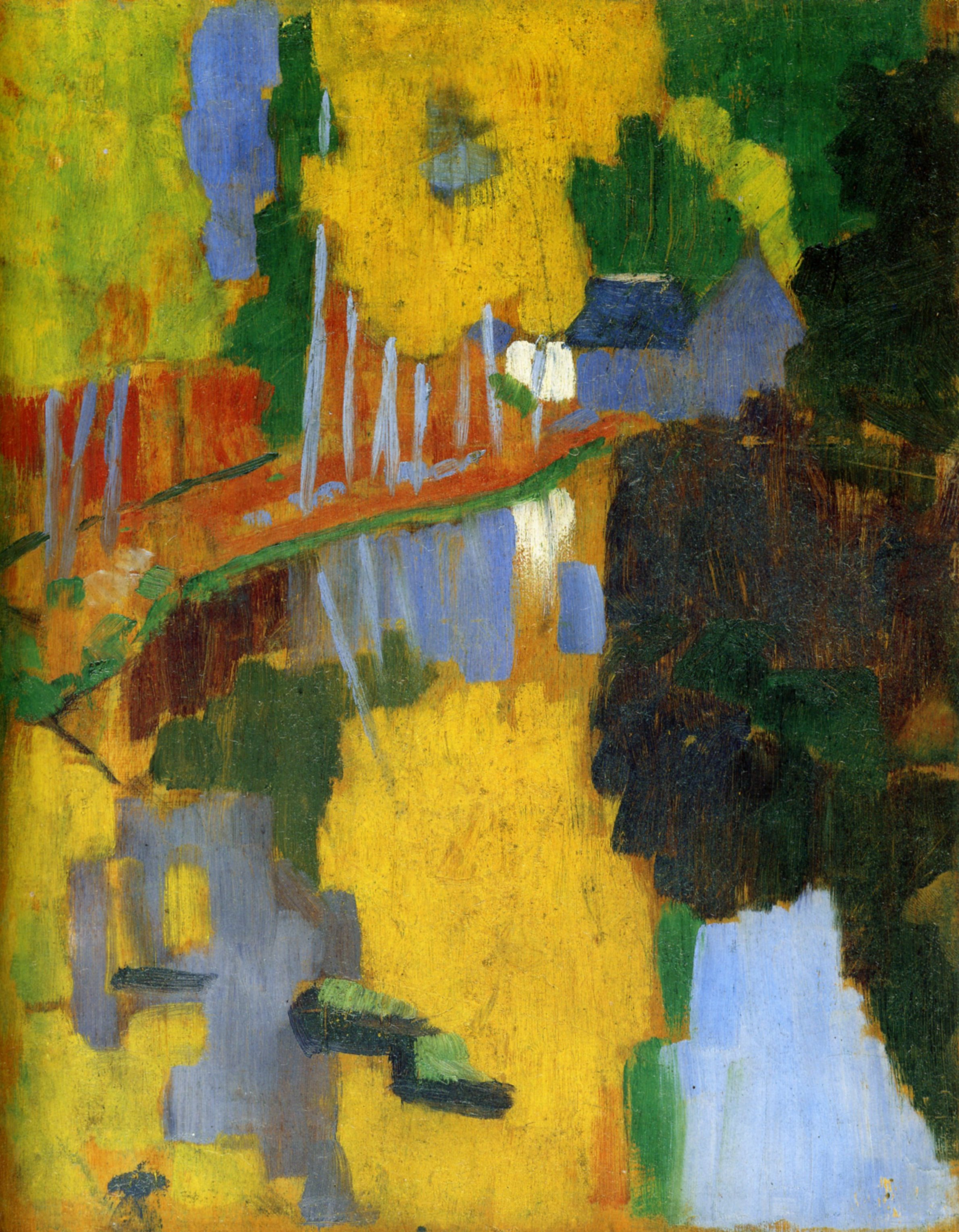
Paul Sérusier: Le Talisman (1888).
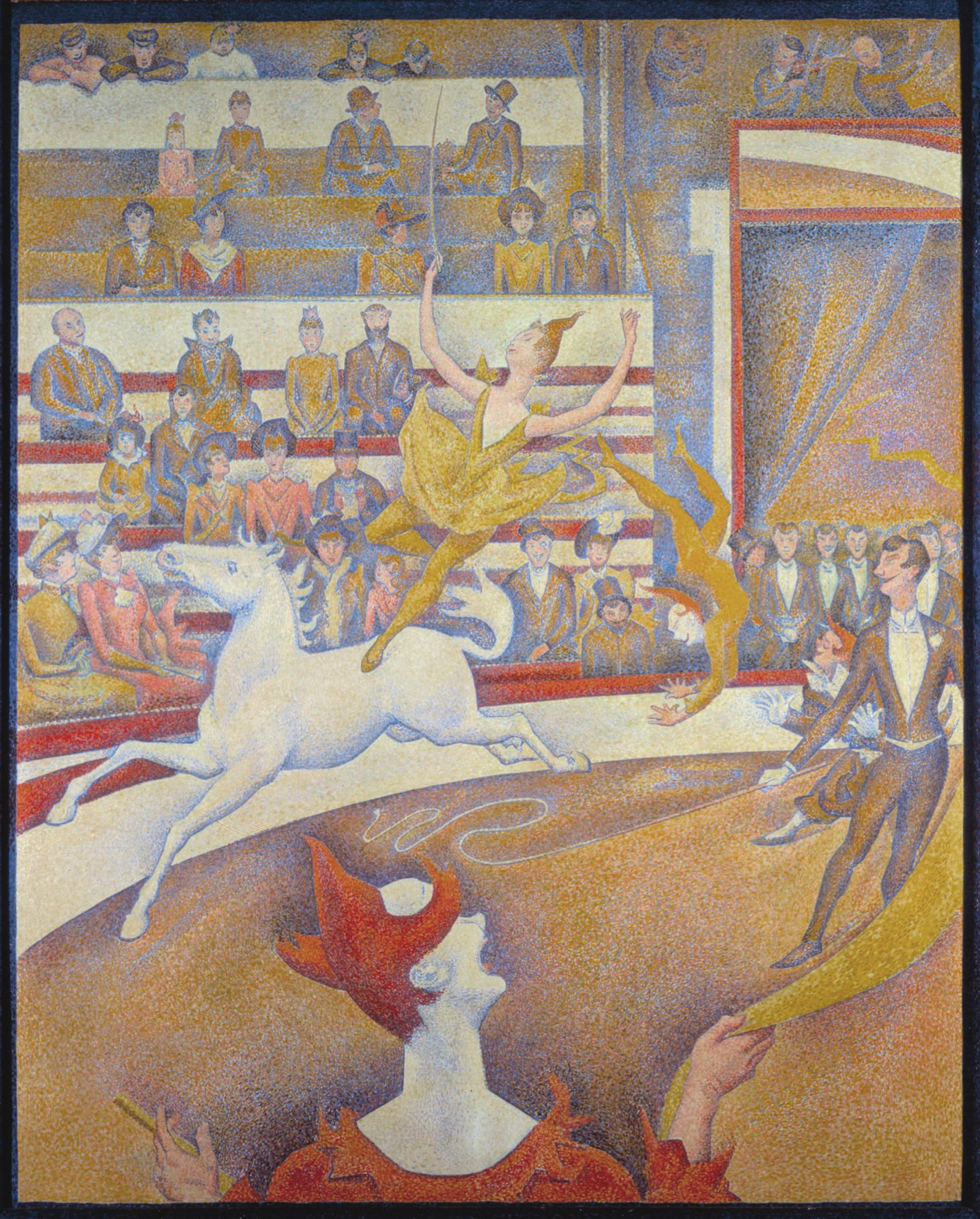
Georges Seurat: Cirkusen (1891).
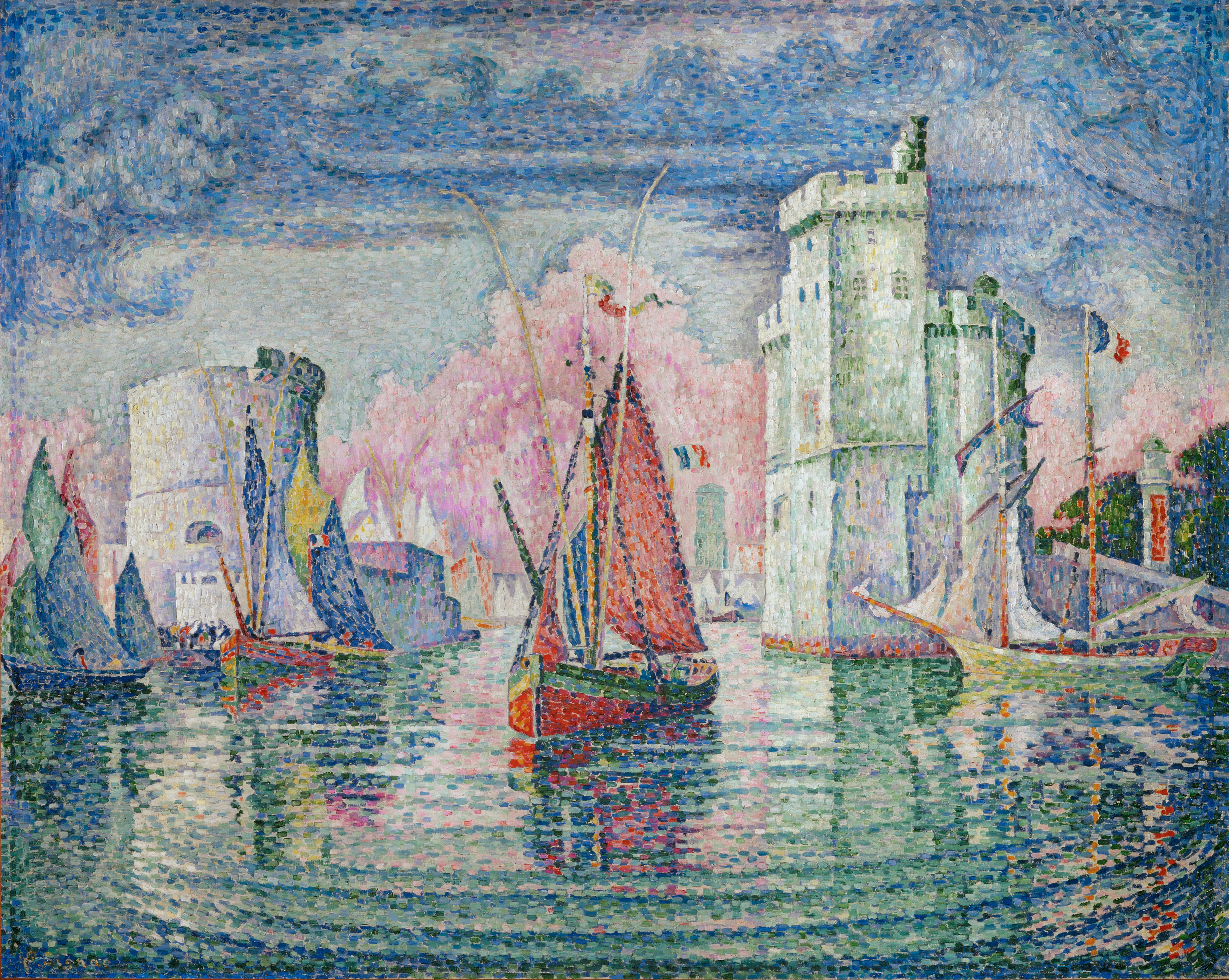
Paul Signac: Entrée du port de la Rochelle (1921).
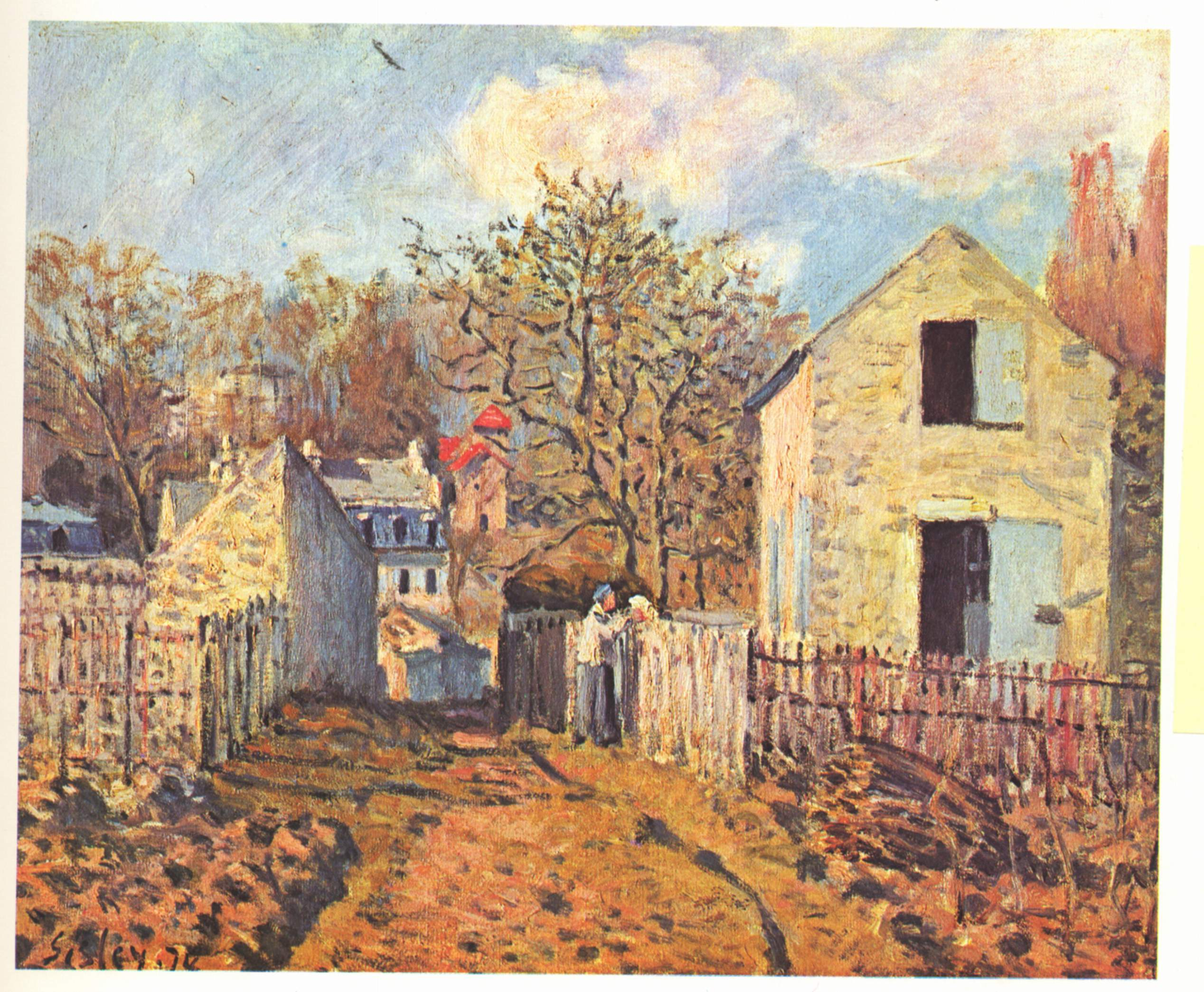
Alfred Sisley: Village de Voisins (1874). Voisins är i dag stadsdel i Louveciennes.
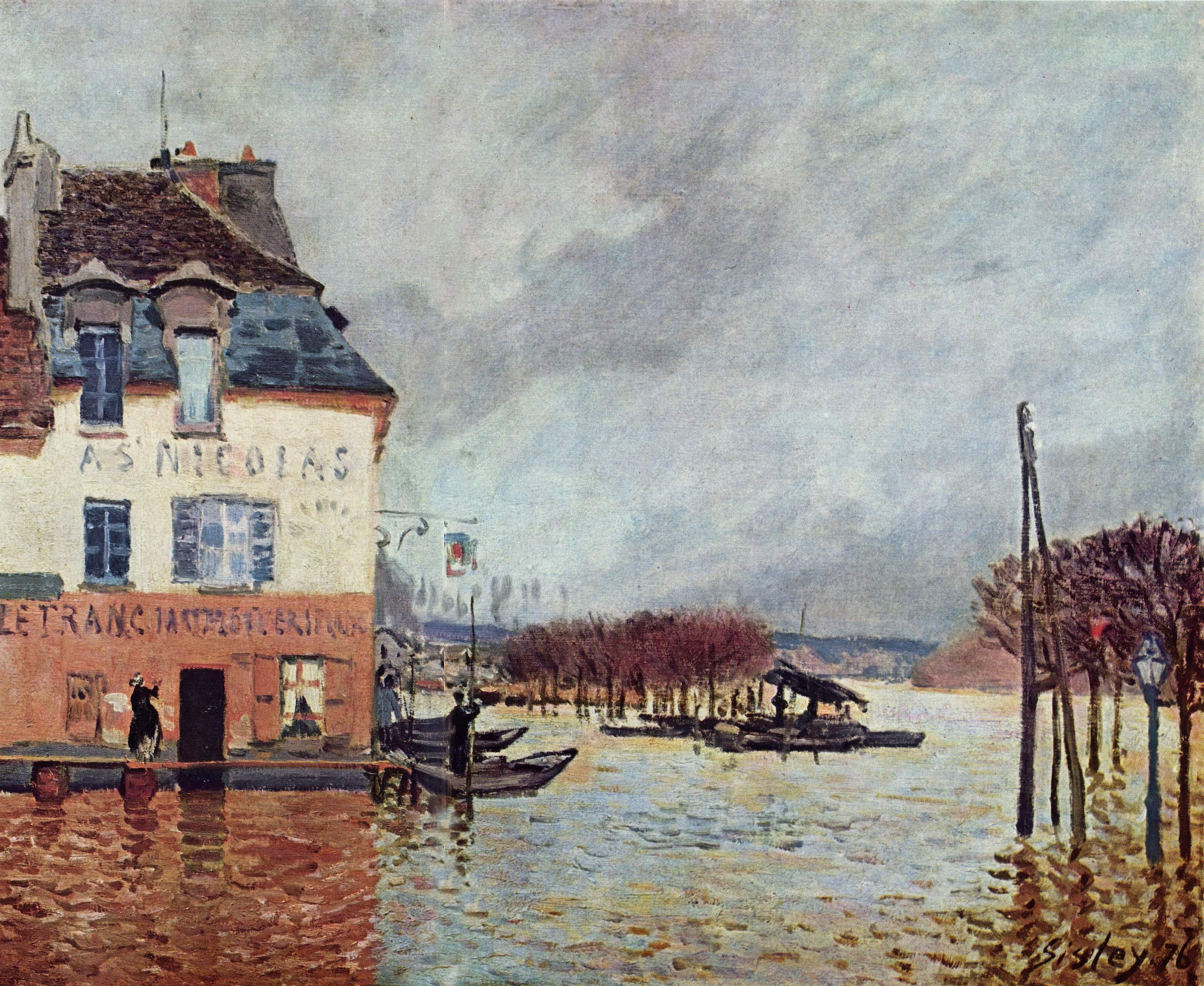
Alfred Sisley: Översvämning i Port-Marly (1876).
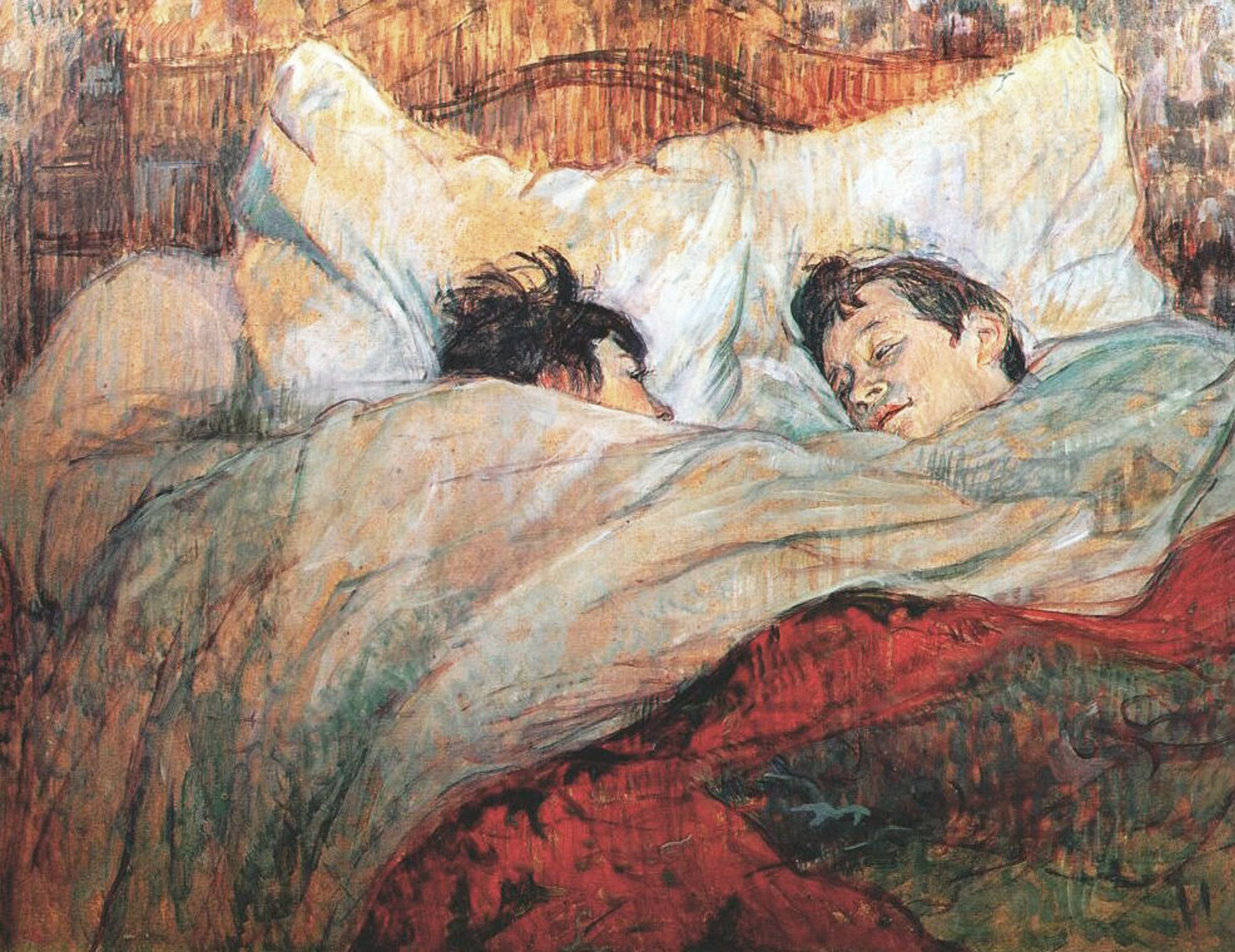
Henri de Toulouse-Lautrec: Dans le Lit (1893).
James McNeill Whistler: Arrangemang i grått och svart nr 1: Konstnärens moder (sommaren 1871).

## Ledning
Museichefer:
- Françoise Cachin (1986–1994)
- Henri Loyrette (1994–2001)
- Serge Lemoine (2001–2008)
- Guy Cogeval (från mars 2008)